# Biserica de lemn din Lăpușna

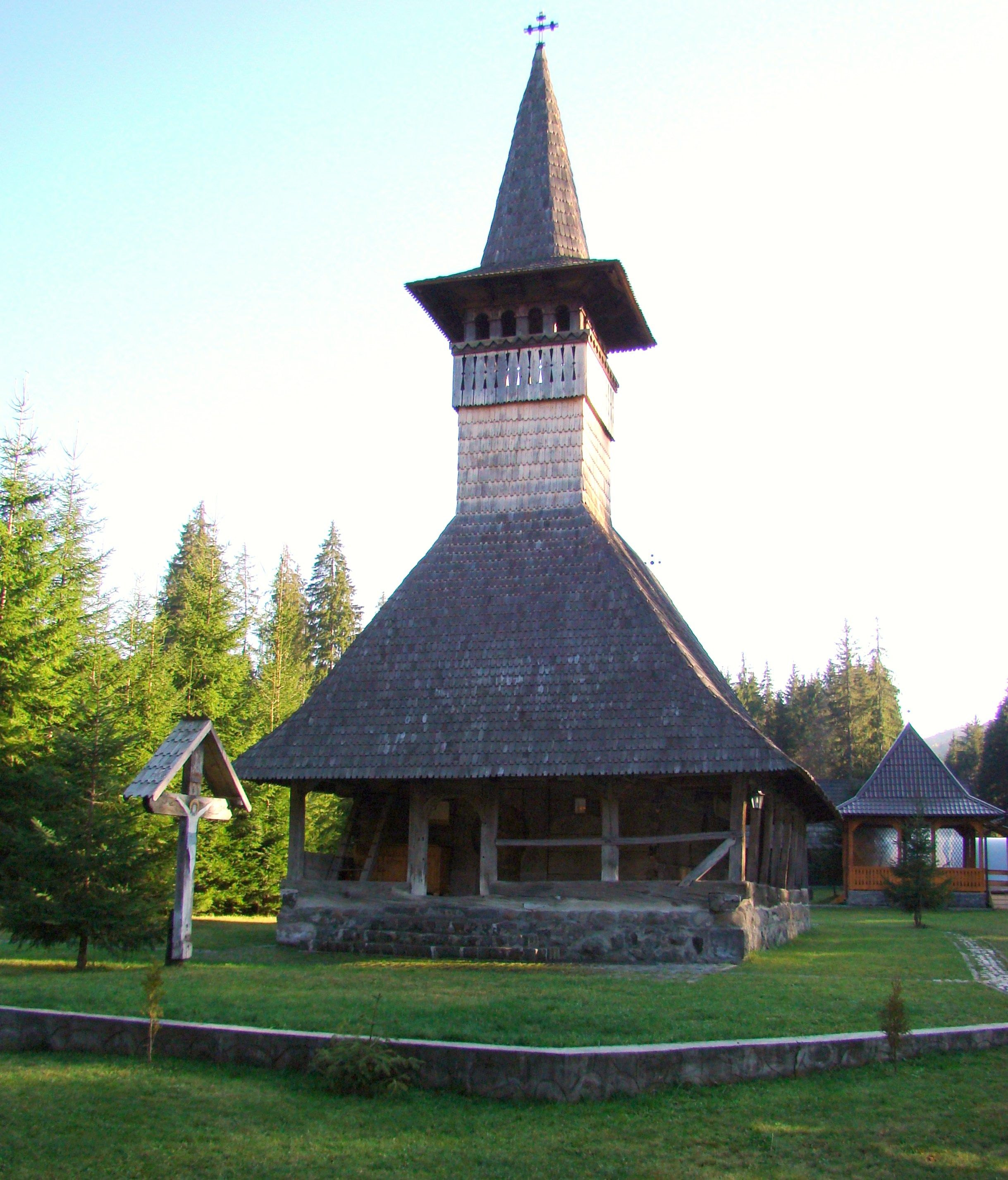
Biserica de lemn „Sfântul Nicolae” din Lăpuşna, comuna Ibăneşti, județul Mureș, foto: octombrie 2009.

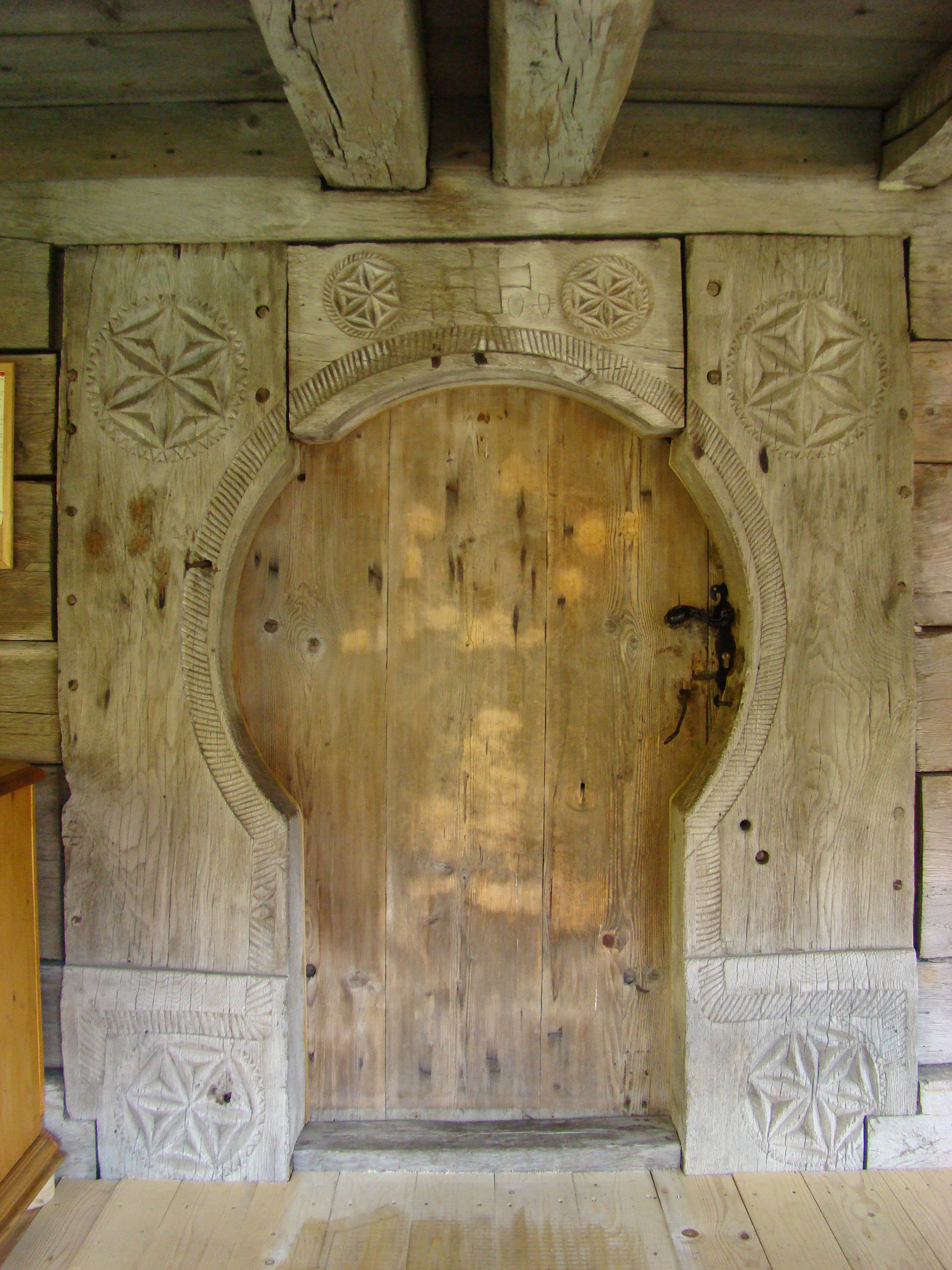
Portalul în formă de gaură de cheie, care se mai întâlneşte doar la biserica din Cuştelnic, tot în judeţul Mureş

Biserica de lemn din Lăpușna, comuna Ibănești, județul Mureș. Edificarea bisericii a avut loc în secolul XVIII (1779). Are hramul „Sfântul Nicolae”. Biserica se află pe noua listă a monumentelor istorice sub codul LMI: cod LMI MS-II-m-A-15708.

## Istoric și trăsături
Biserica de lemn „Sfântul Nicolae” din Lăpușna a fost construită în satul Comori, în anul 1779, an cioplit peste intrarea în biserică. Icoanele din interior sunt realizate în 1740 de Vasilașcu, zugrav din Țara Moldovei, feciorul lui Chiriac, stegarul din Focșani și au fost preluate de la o ctitorie anterioară. Este zidită din lemn de stejar și molid, bârnele fiind îmbinate în coadă de rândunică. Turnul clopotniță constituie intervenția ahitectului restaurator, fiind cu foișor și coif înalt, neobișnuit pentru bisericile din zonă. Ancadramentul intrării este preluat de la ctitoria anterioară, fiind în formă de gaură de cheie. Pictura este murală, în stil naiv popular, plină de viață, cu ample compoziții, realizată de Toader Popovici, împreună cu un ucenic. În anul 1939, biserica a fost strămutată la Lăpușna și reașezată în natură, în vecinătatea castelului de vânătoare, aparținând familiei regale, la câțiva pași de pârâul Secuieu, din dorința regelui Carol al II-lea. Din anul 1997 s-a hotărât înființarea unei mănăstiri de călugări care să-i redea bisericii viața spirituală și să o îngrijească. 

## Imagini din exterior

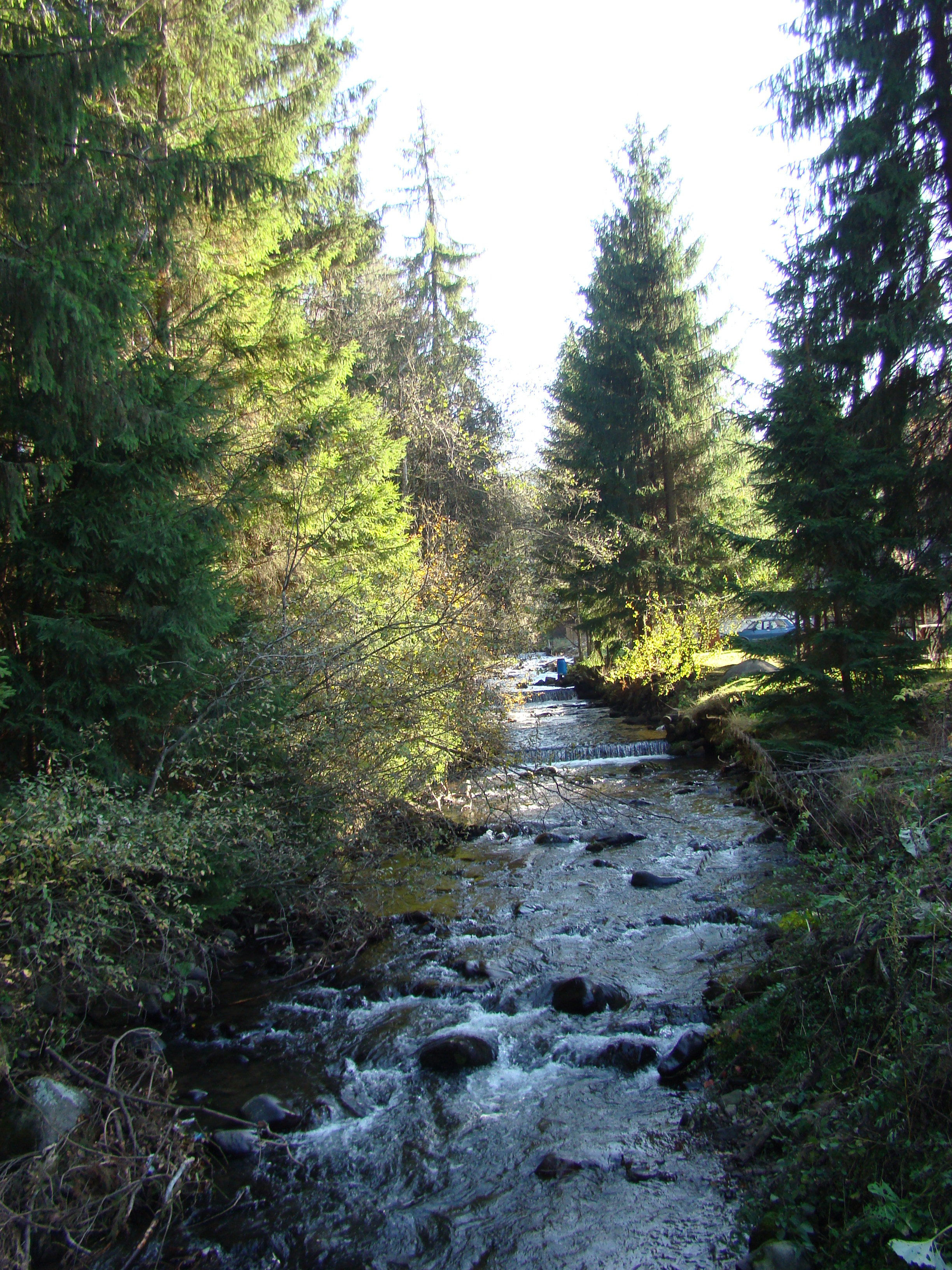
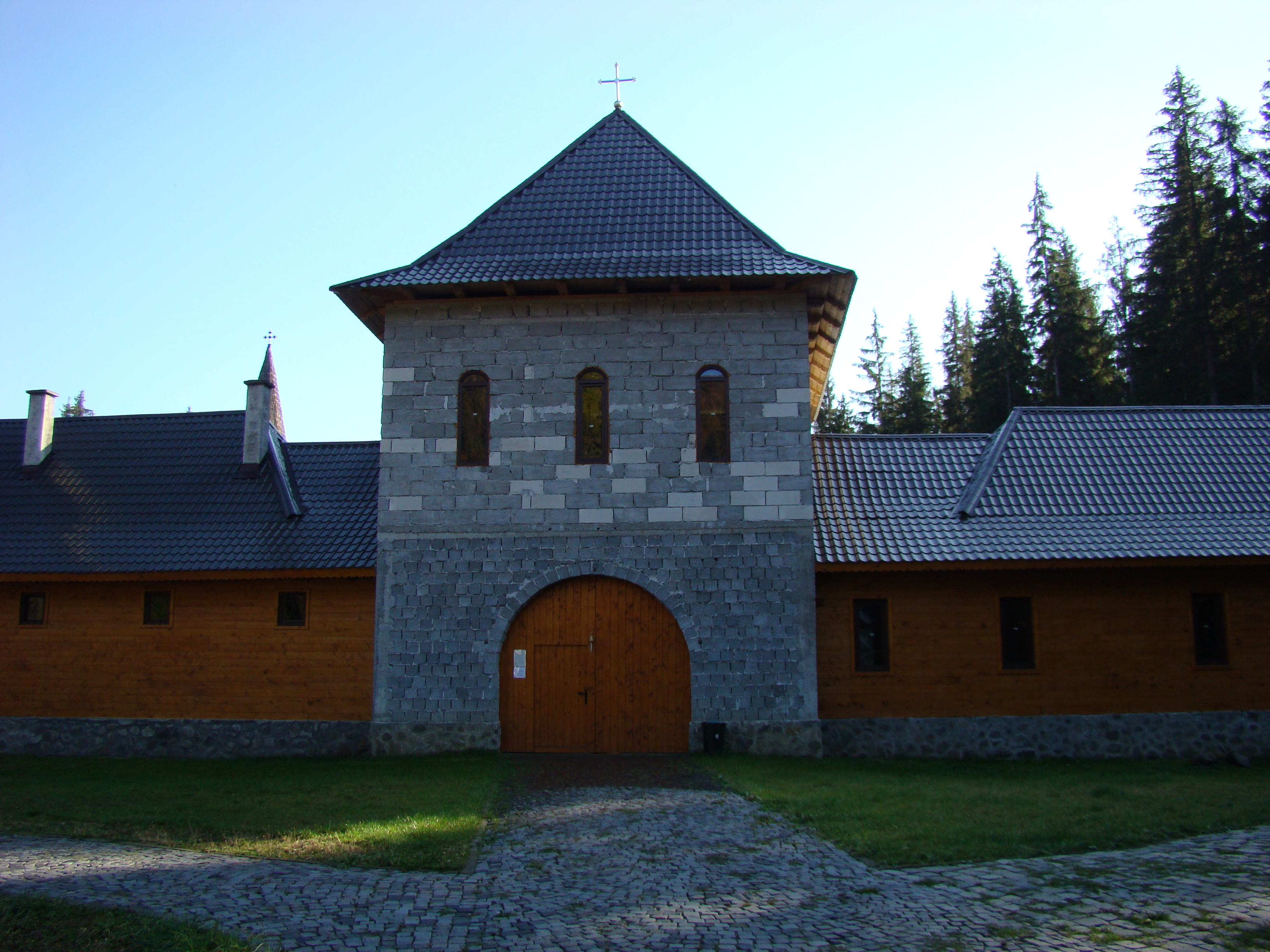
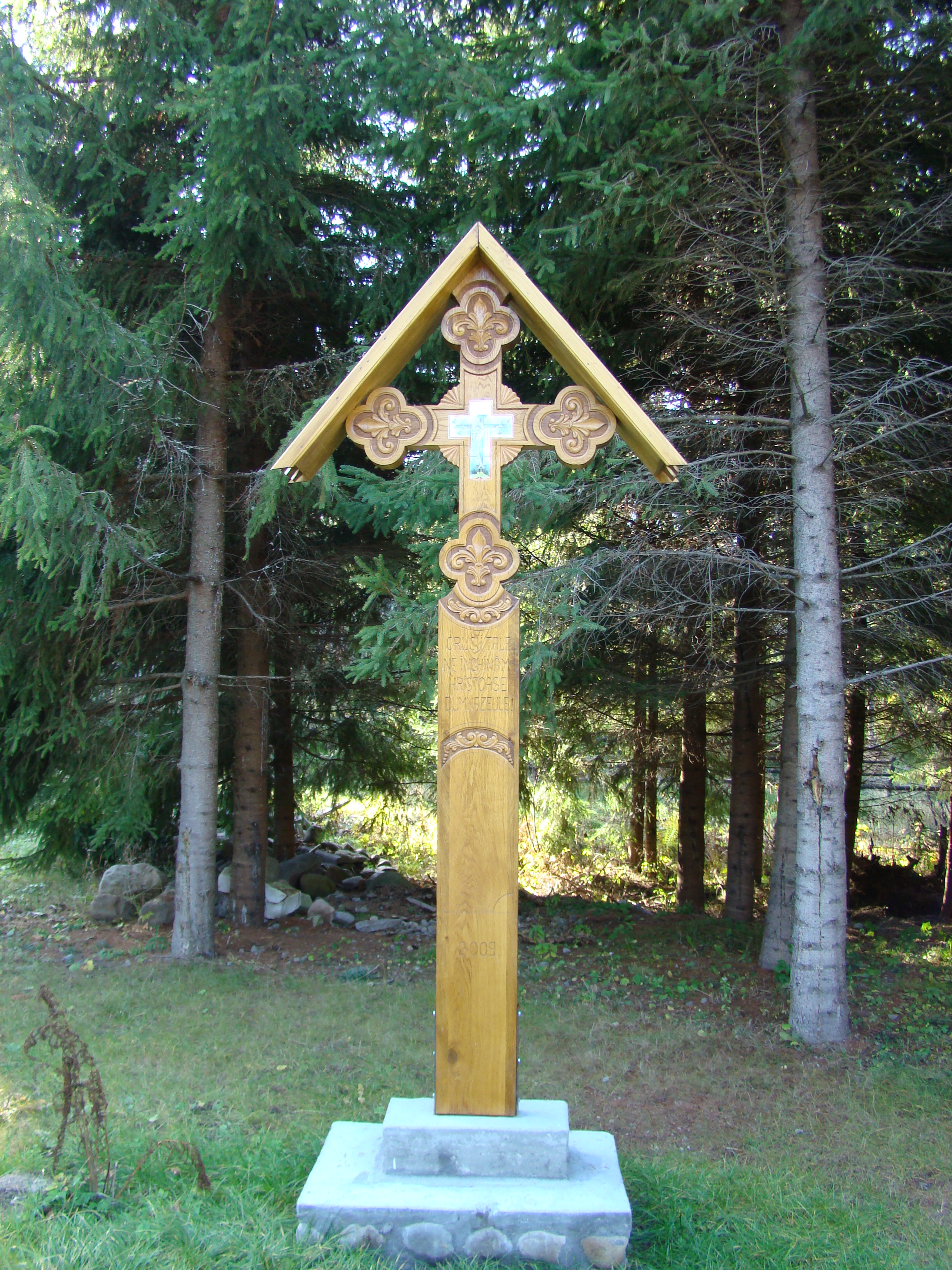
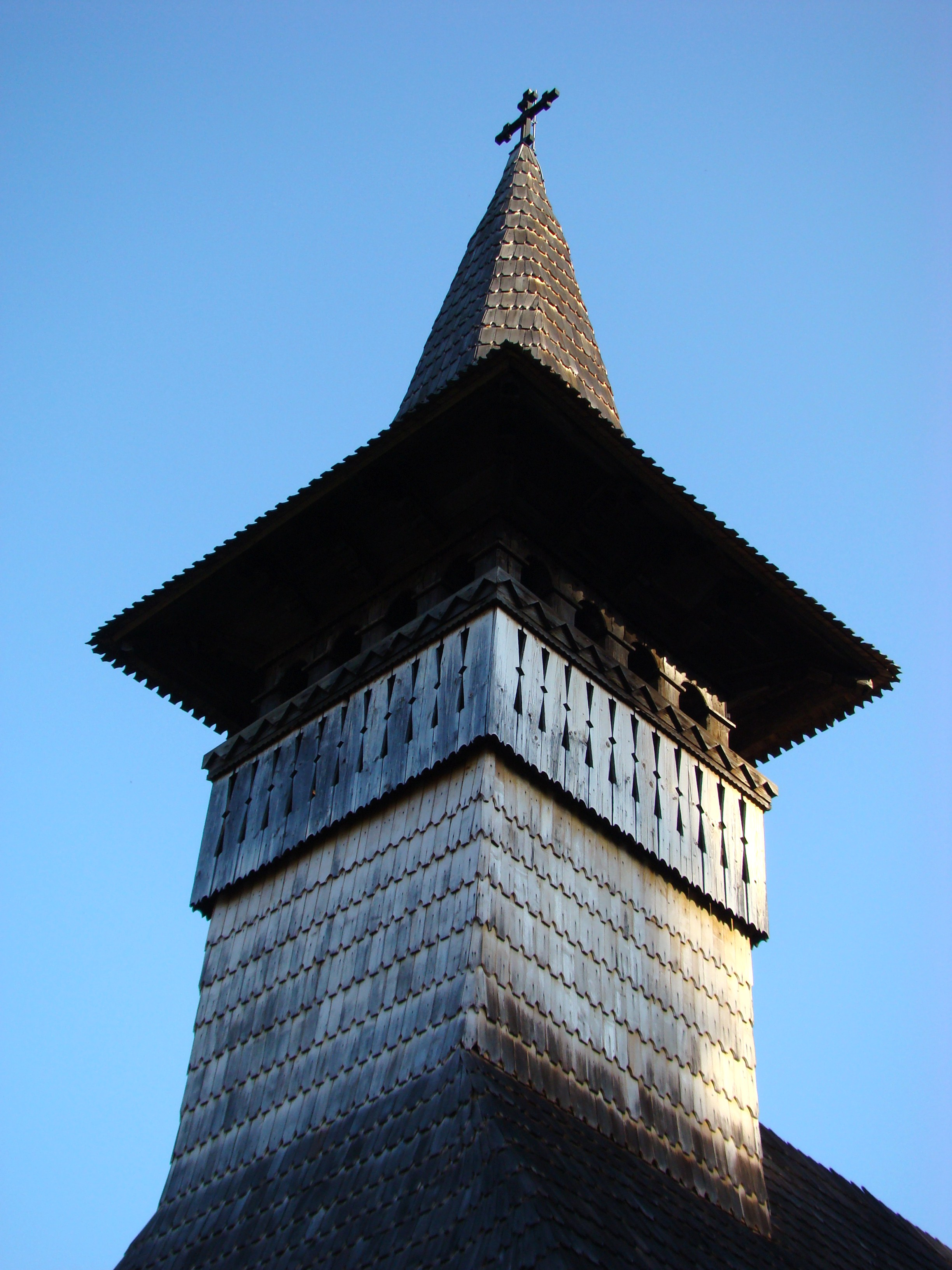
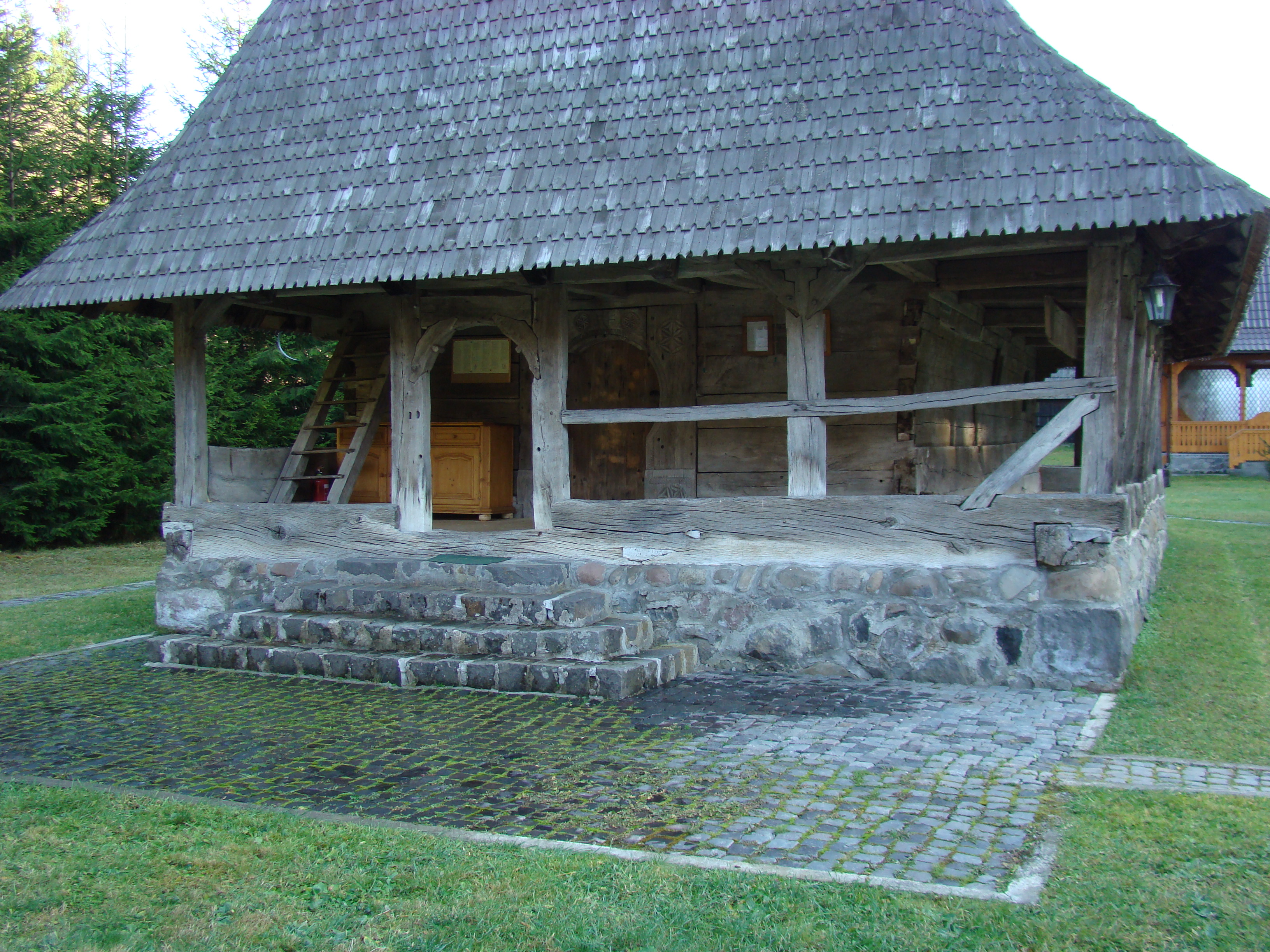
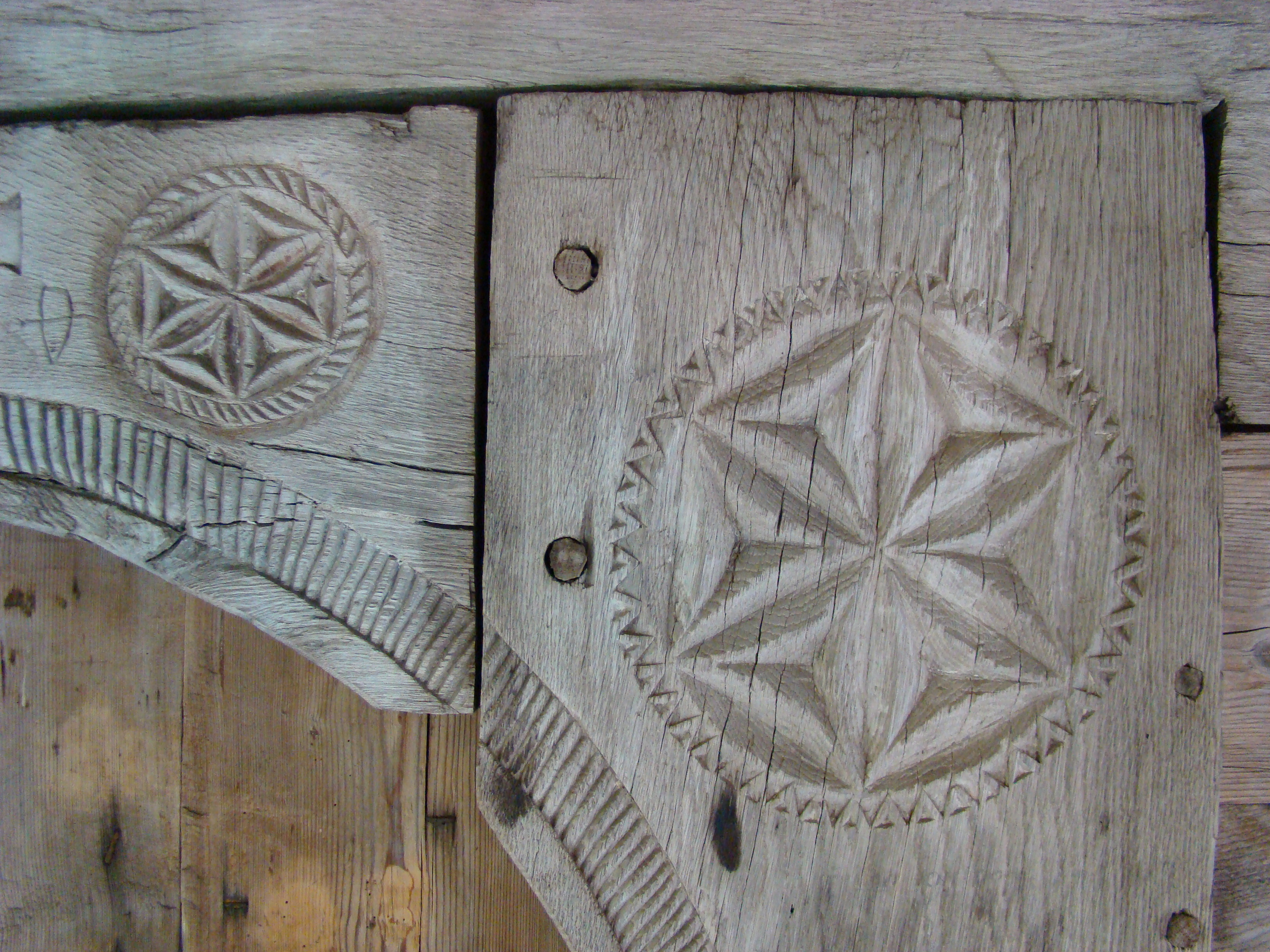
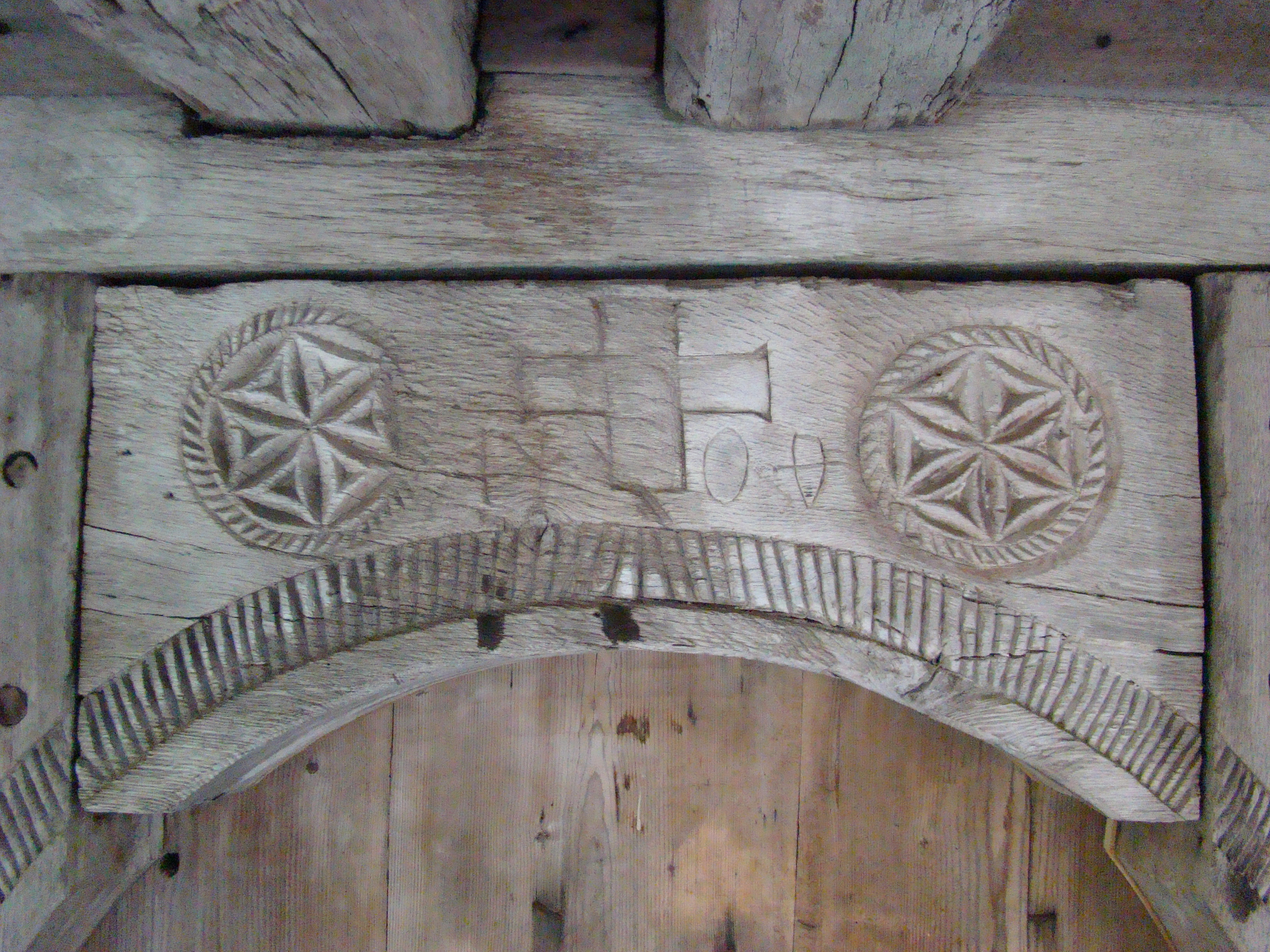
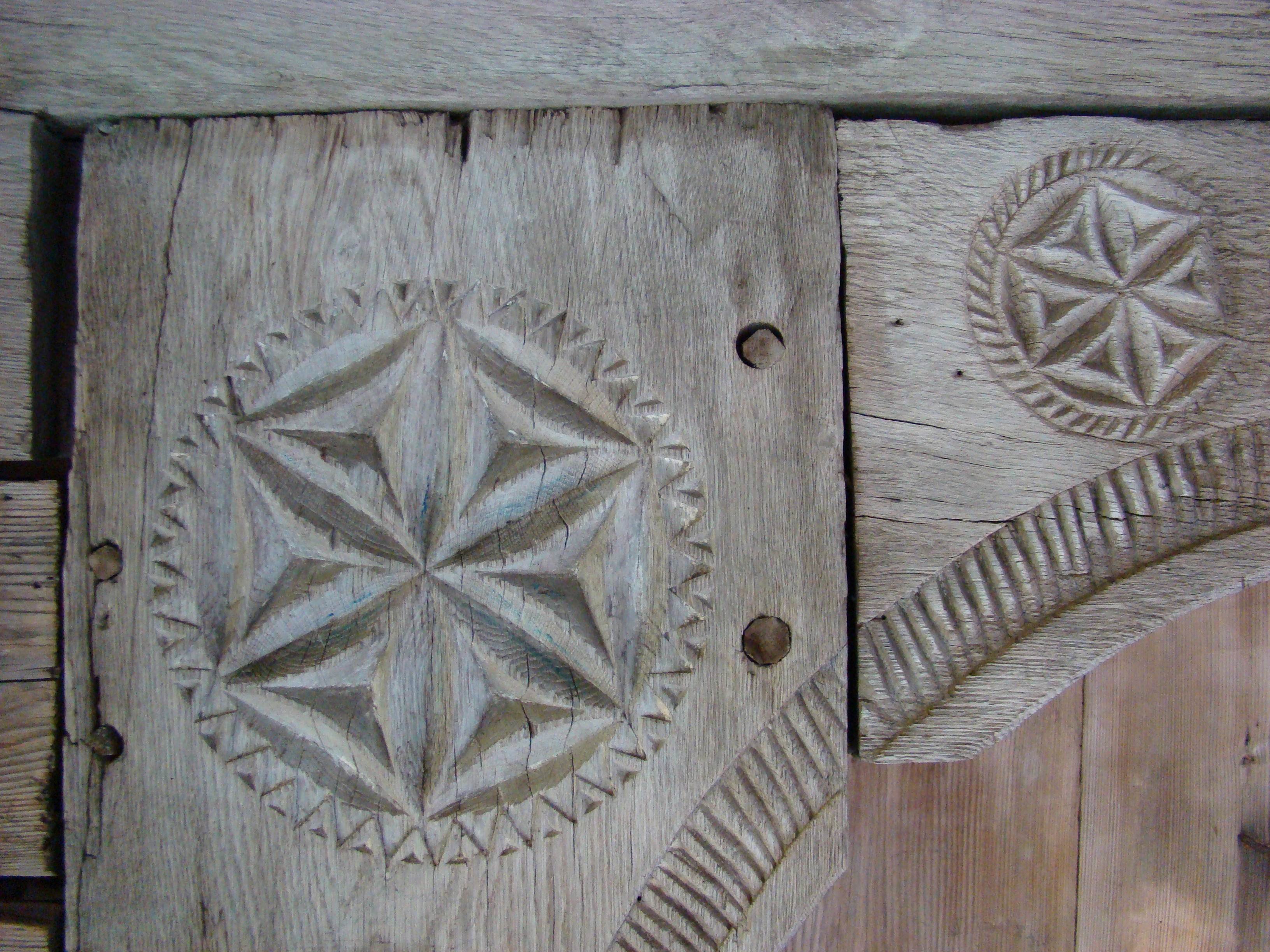
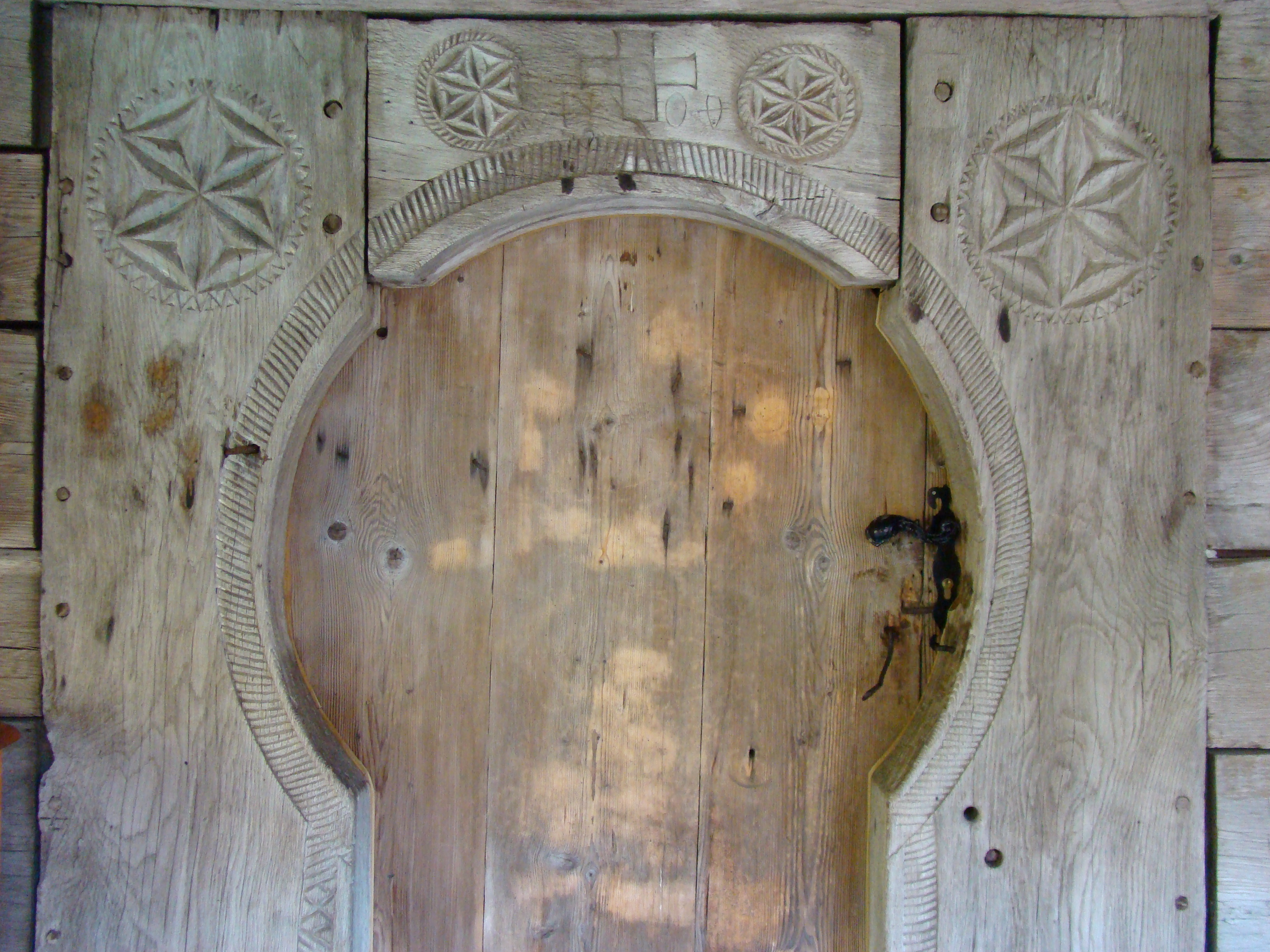
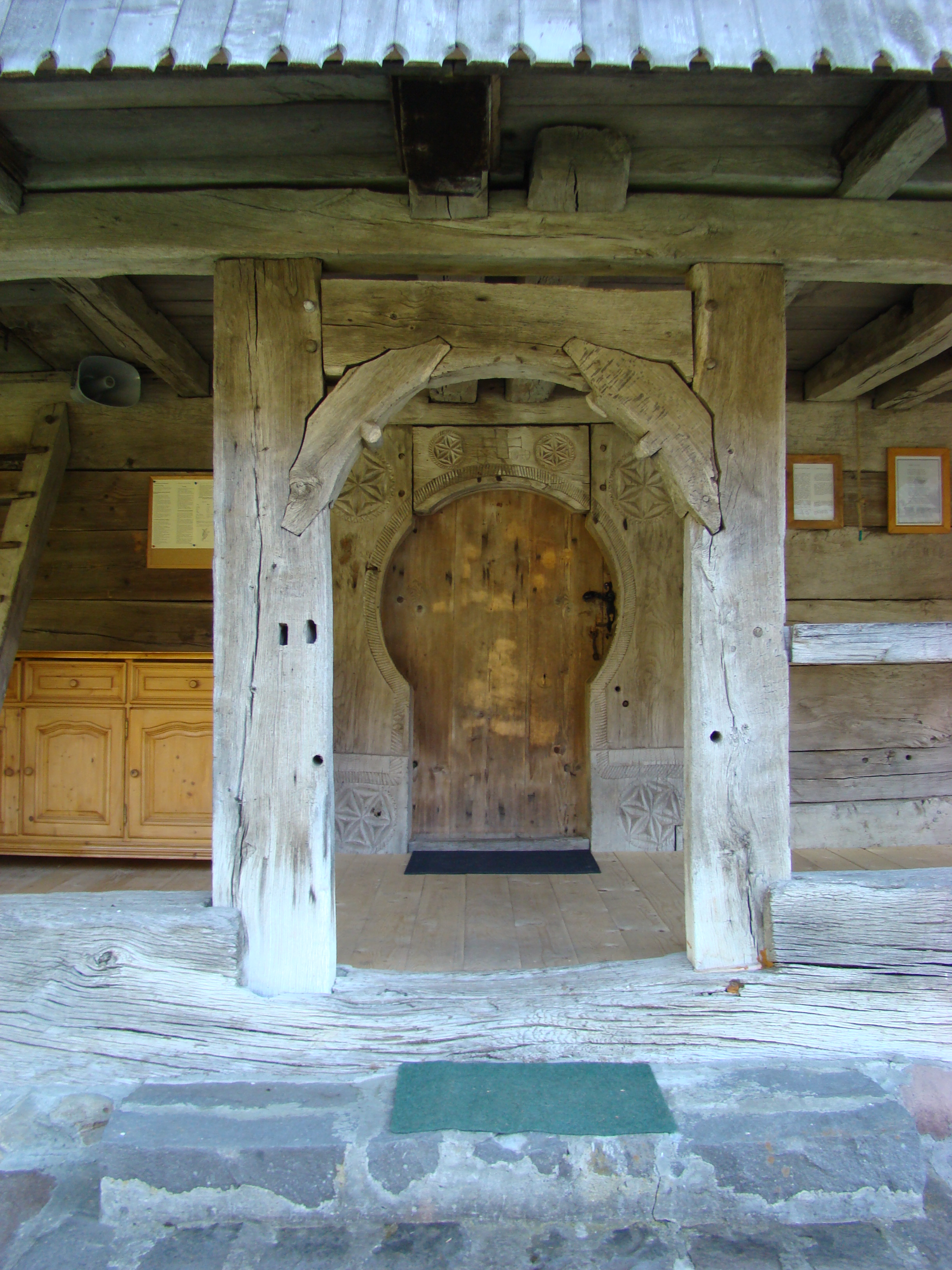
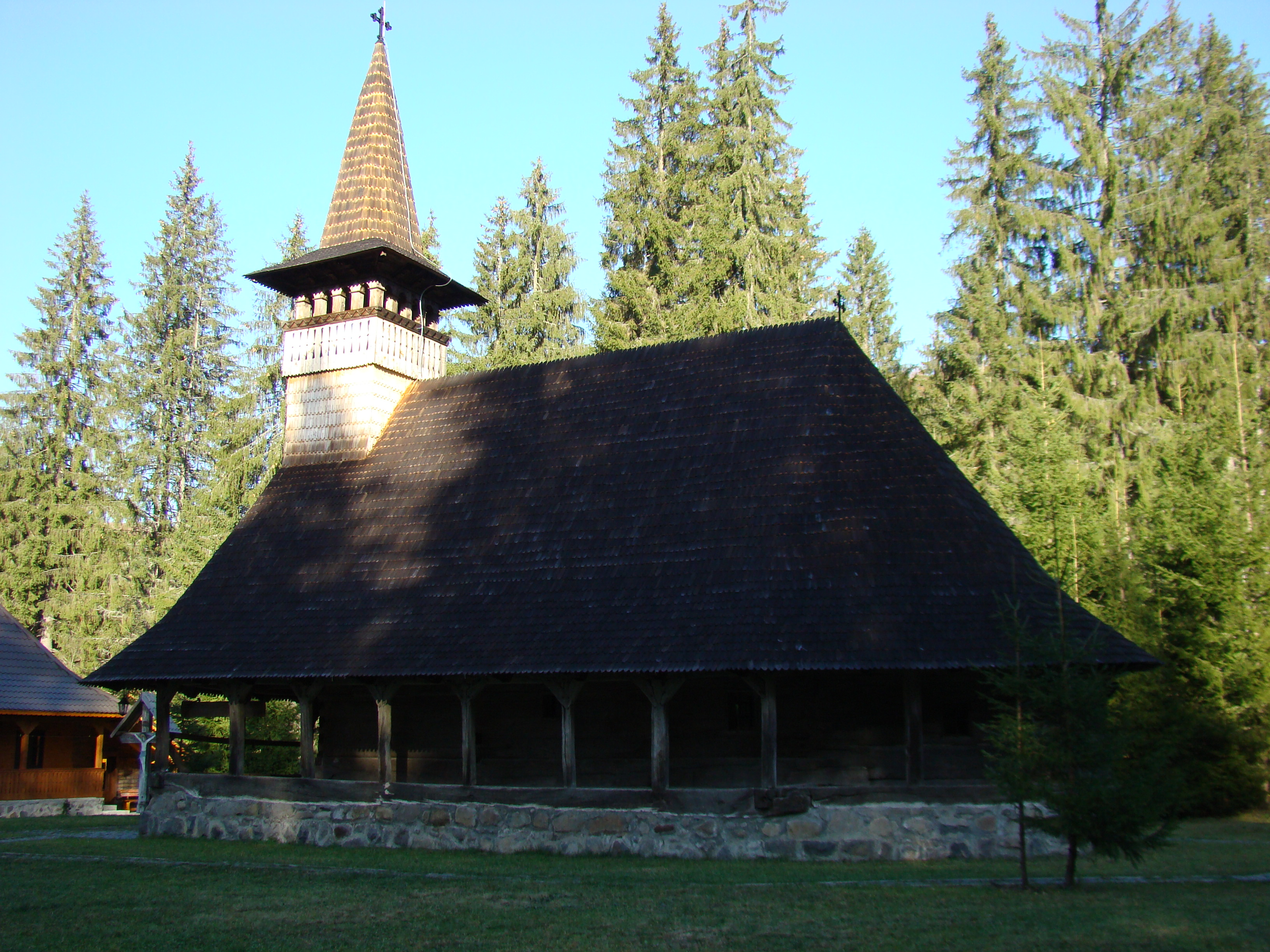
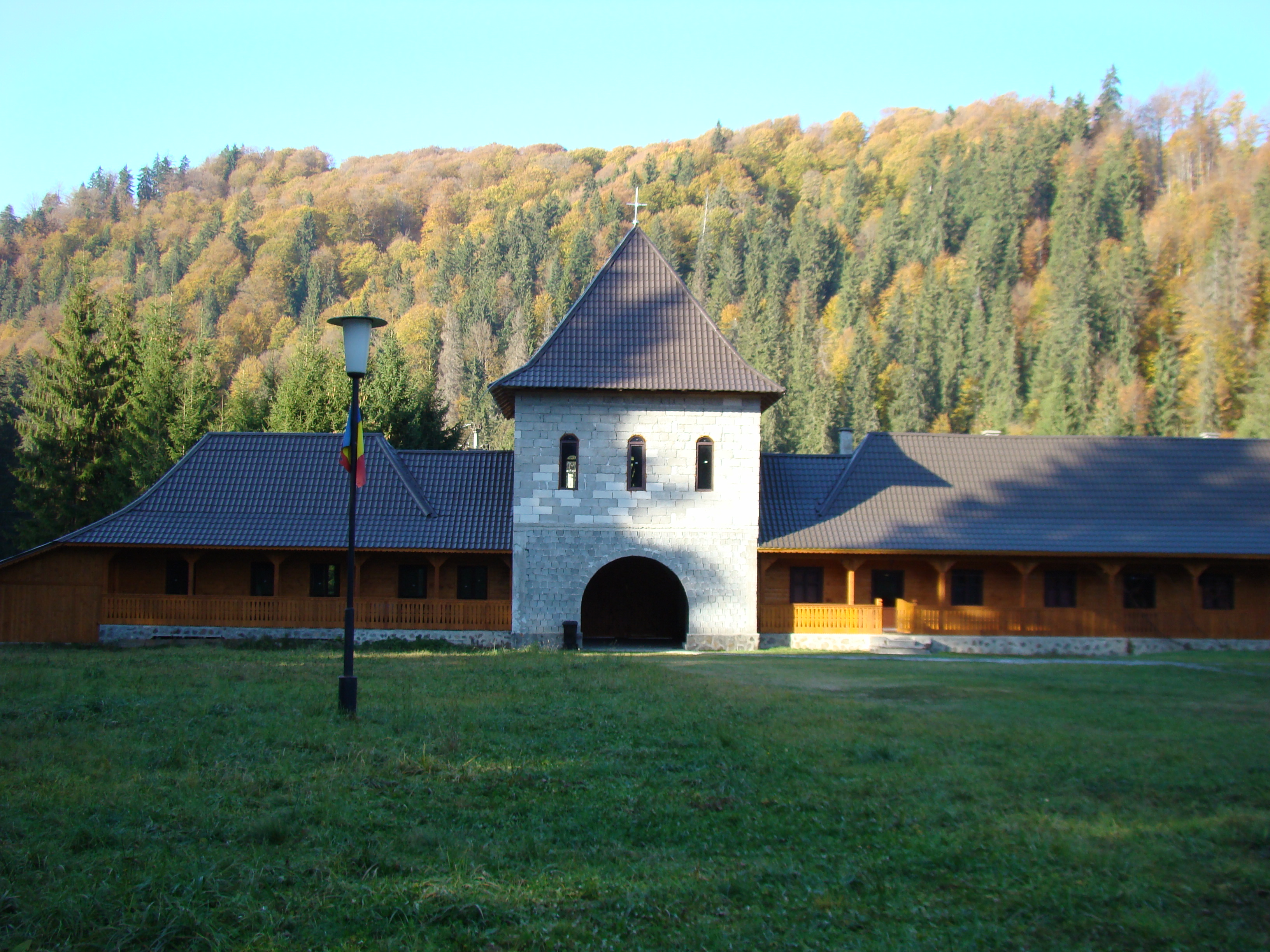
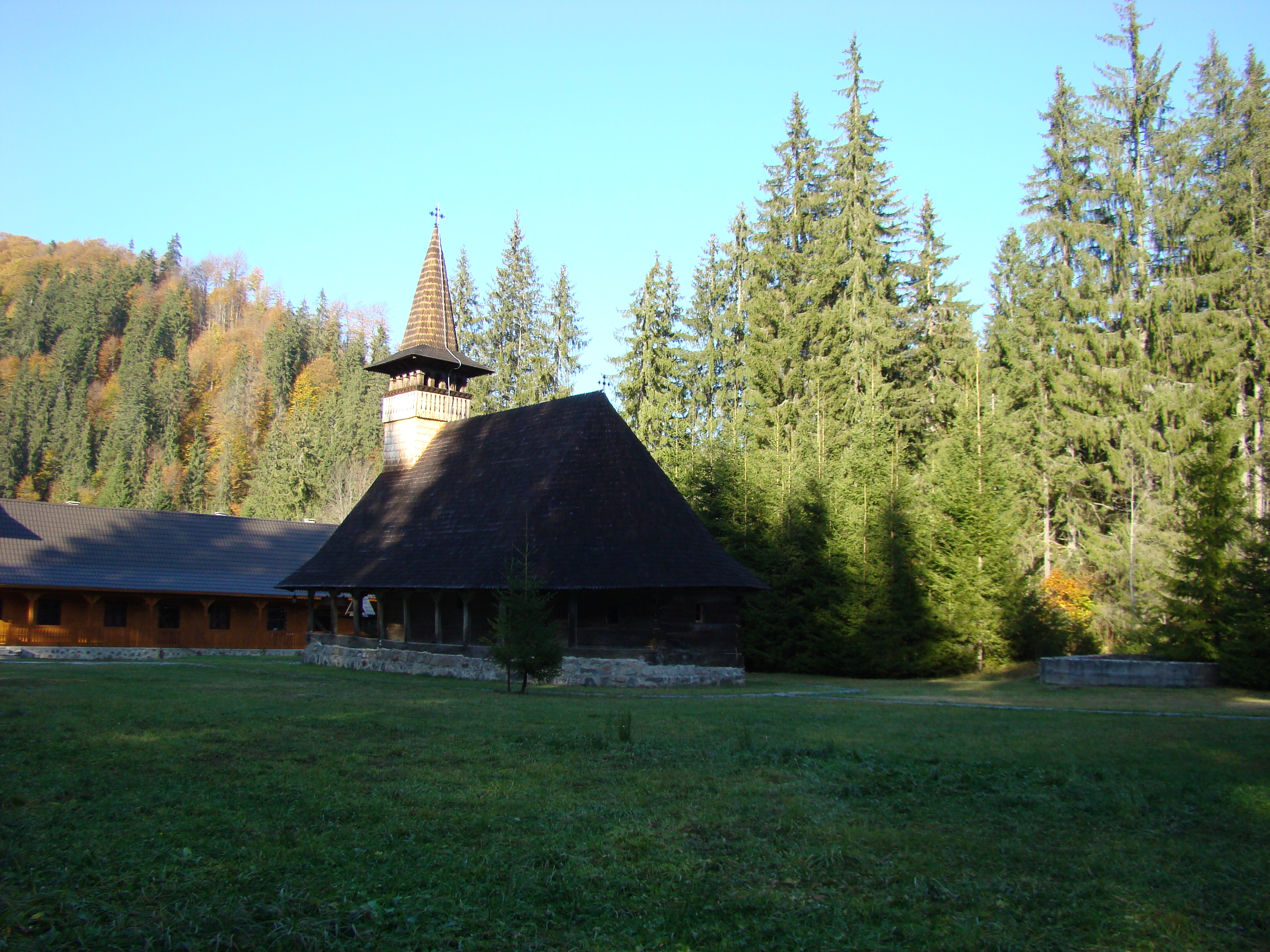
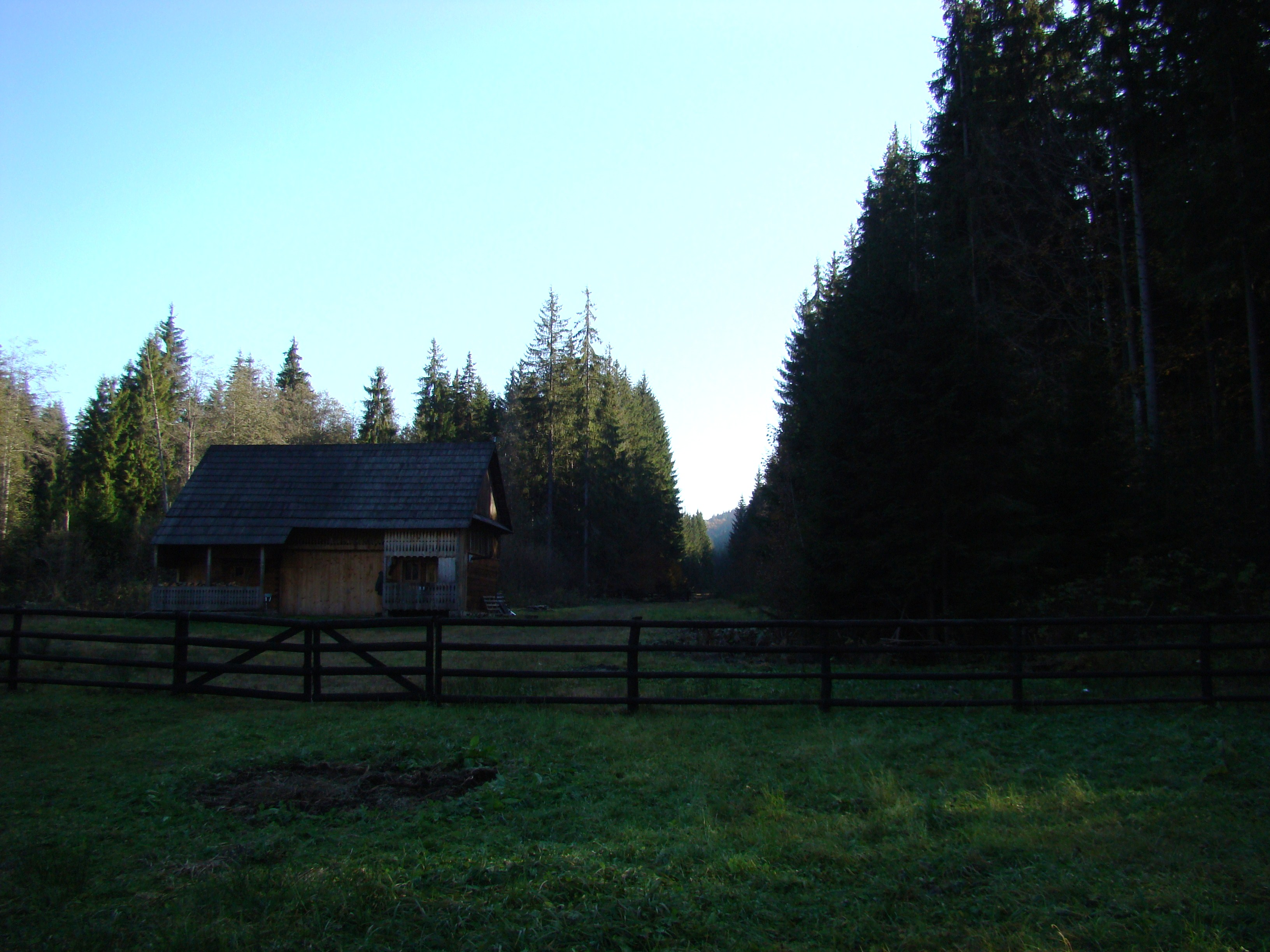
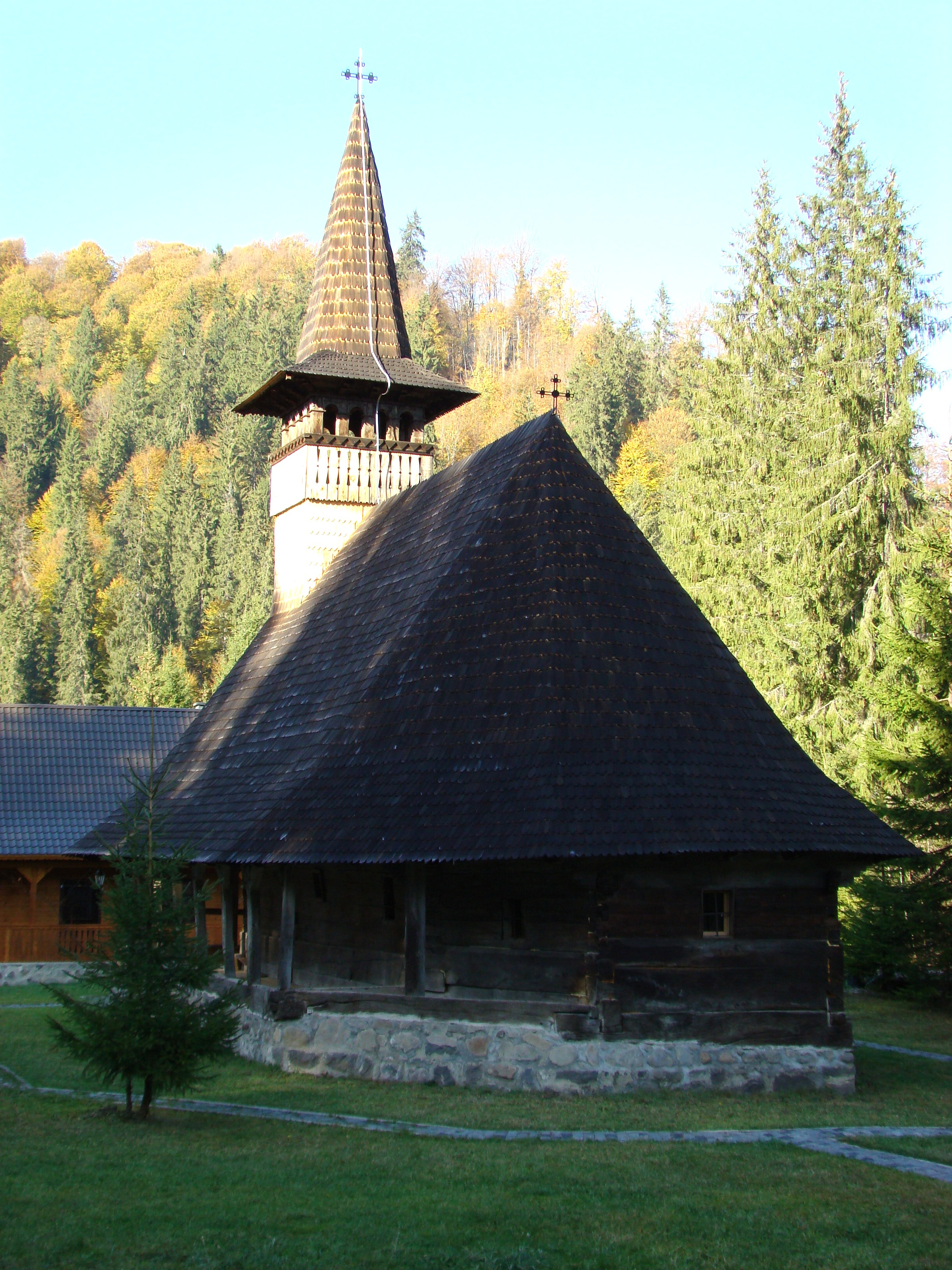
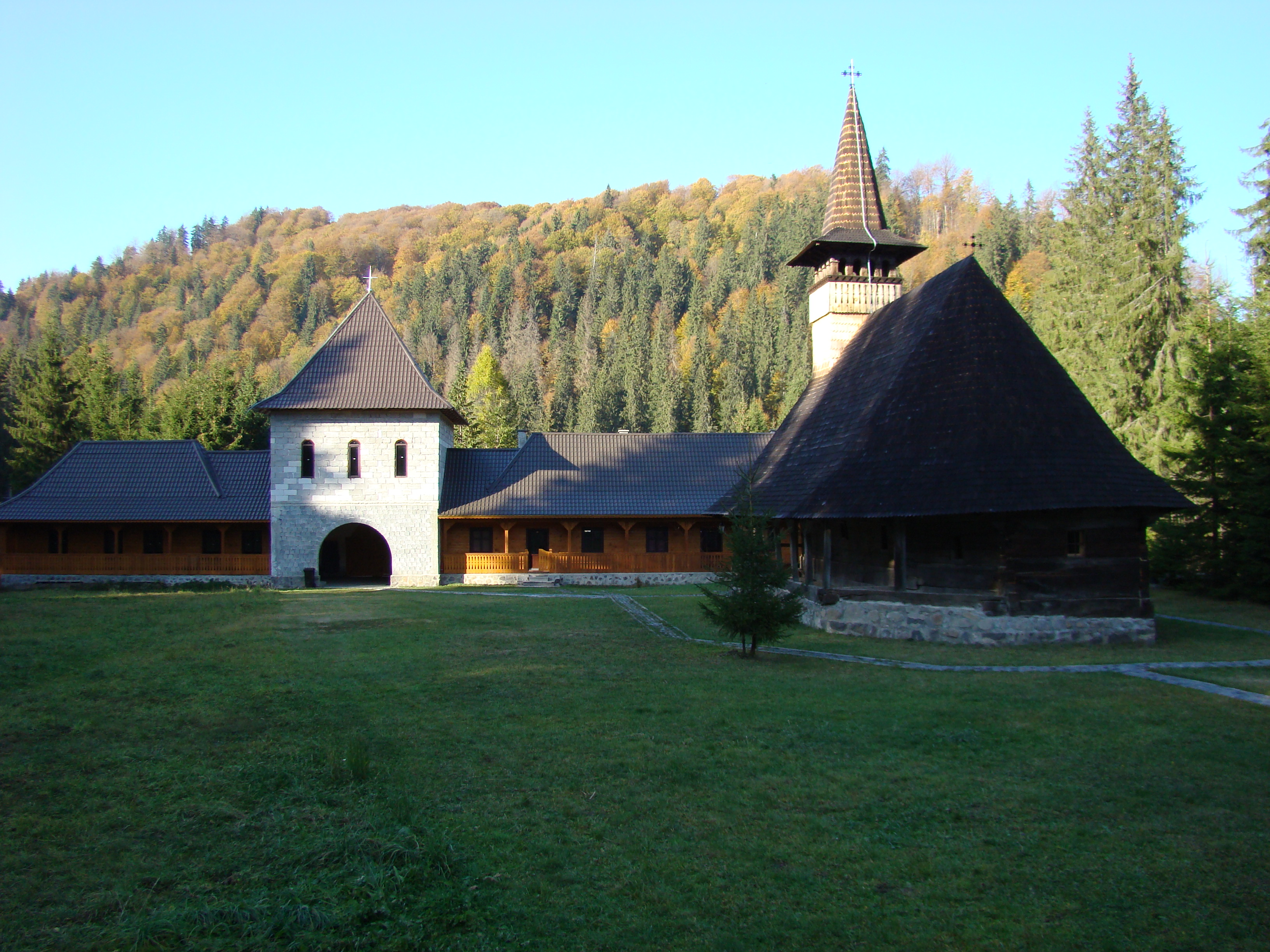
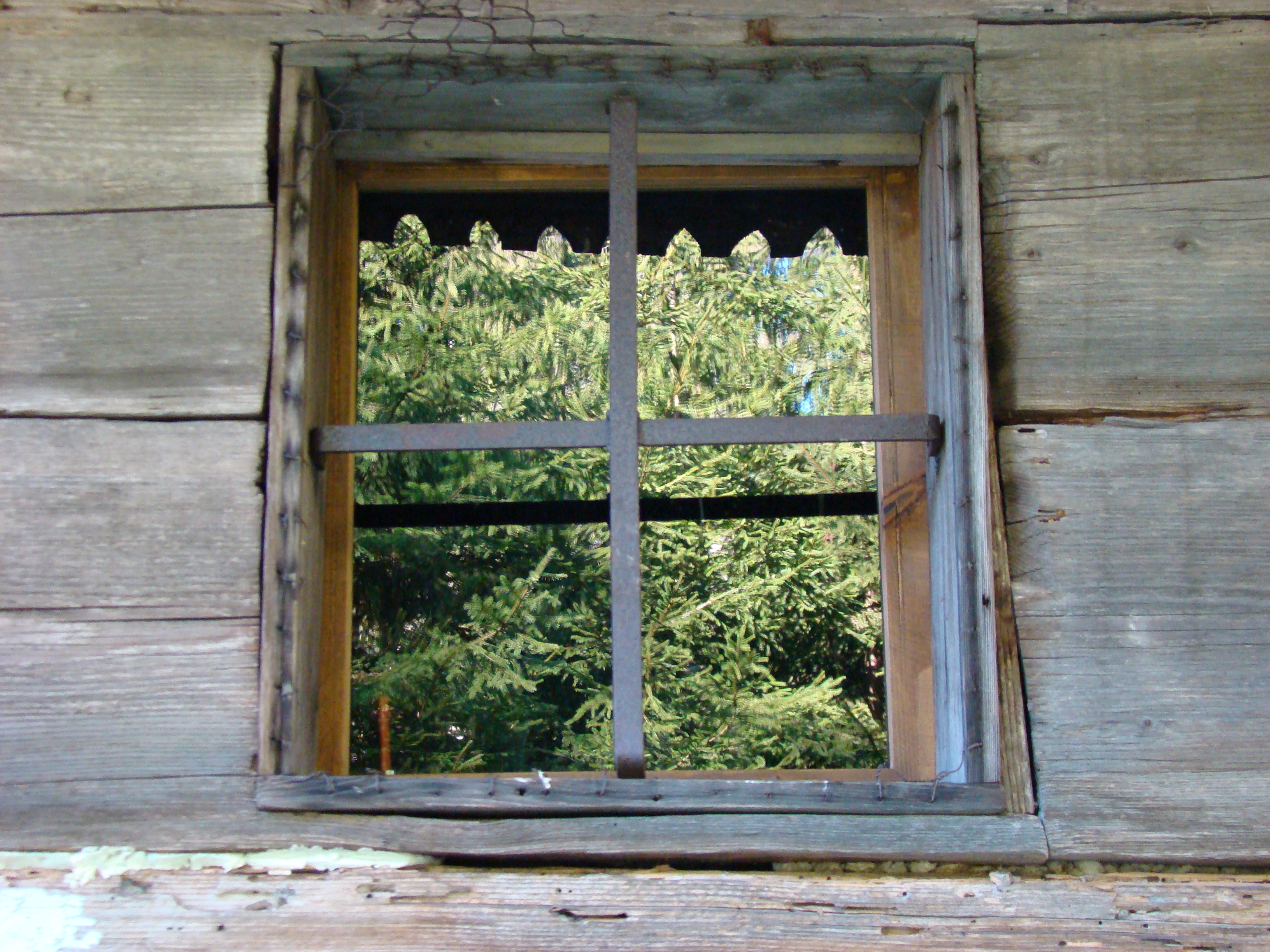
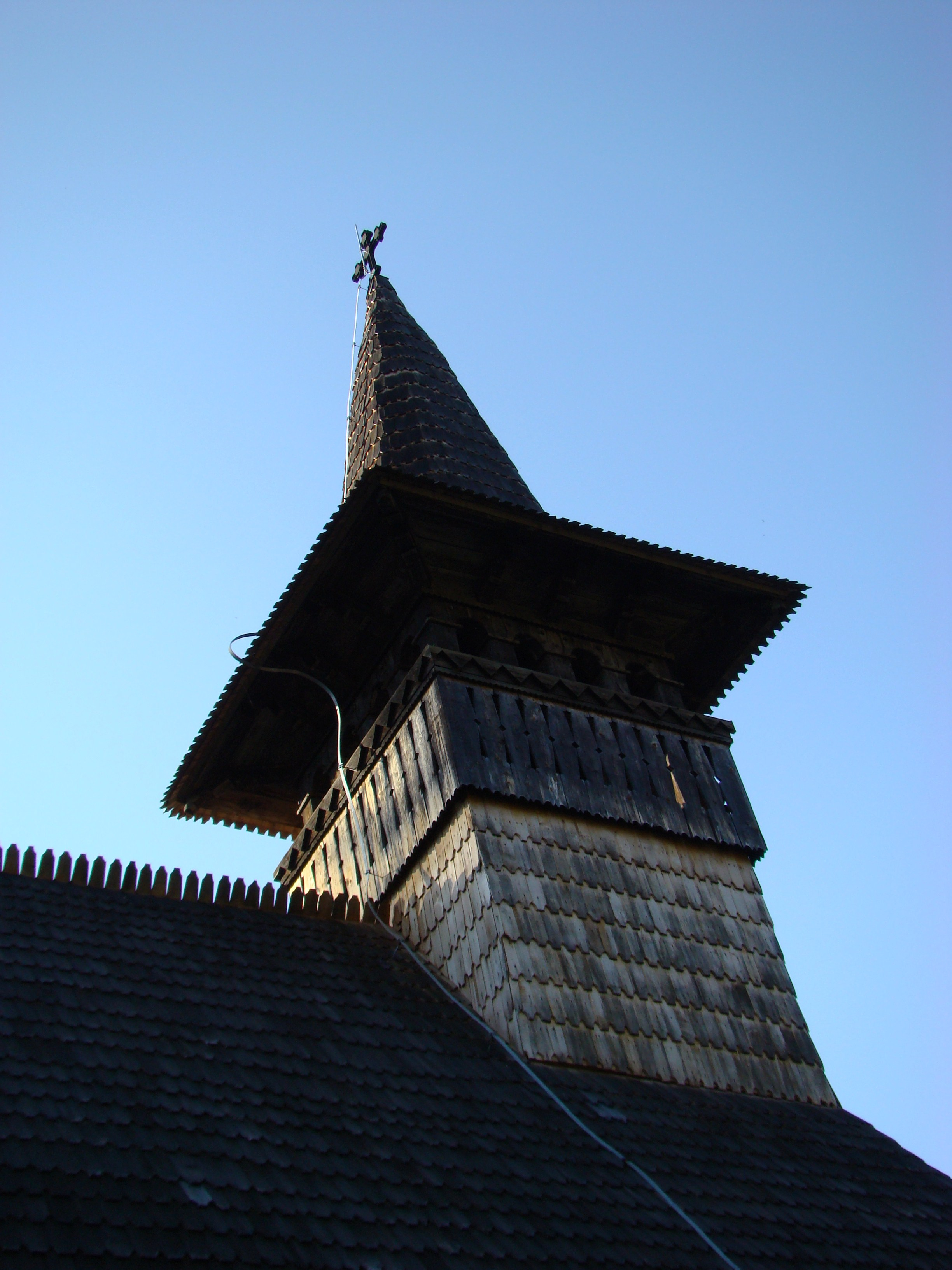
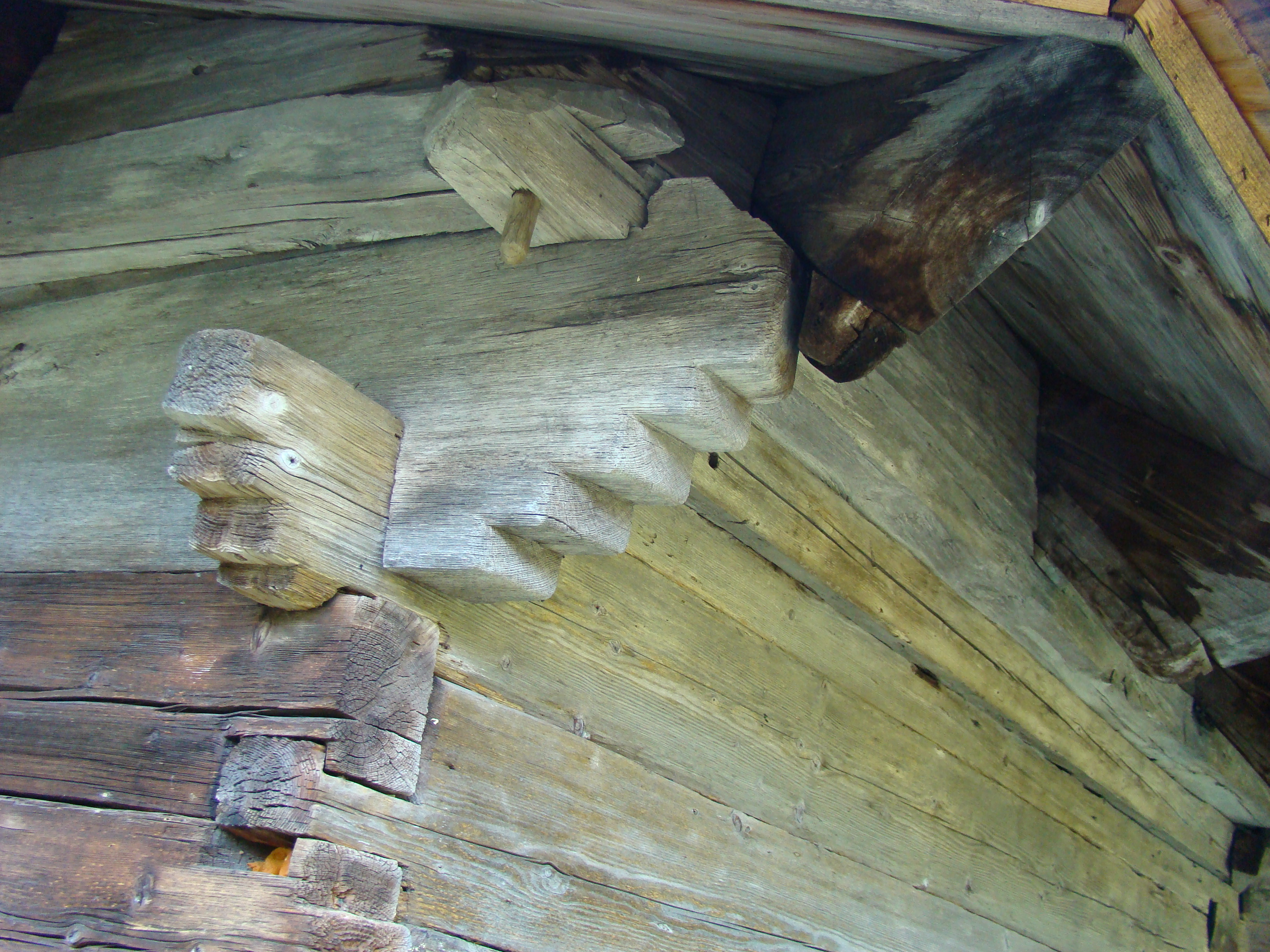
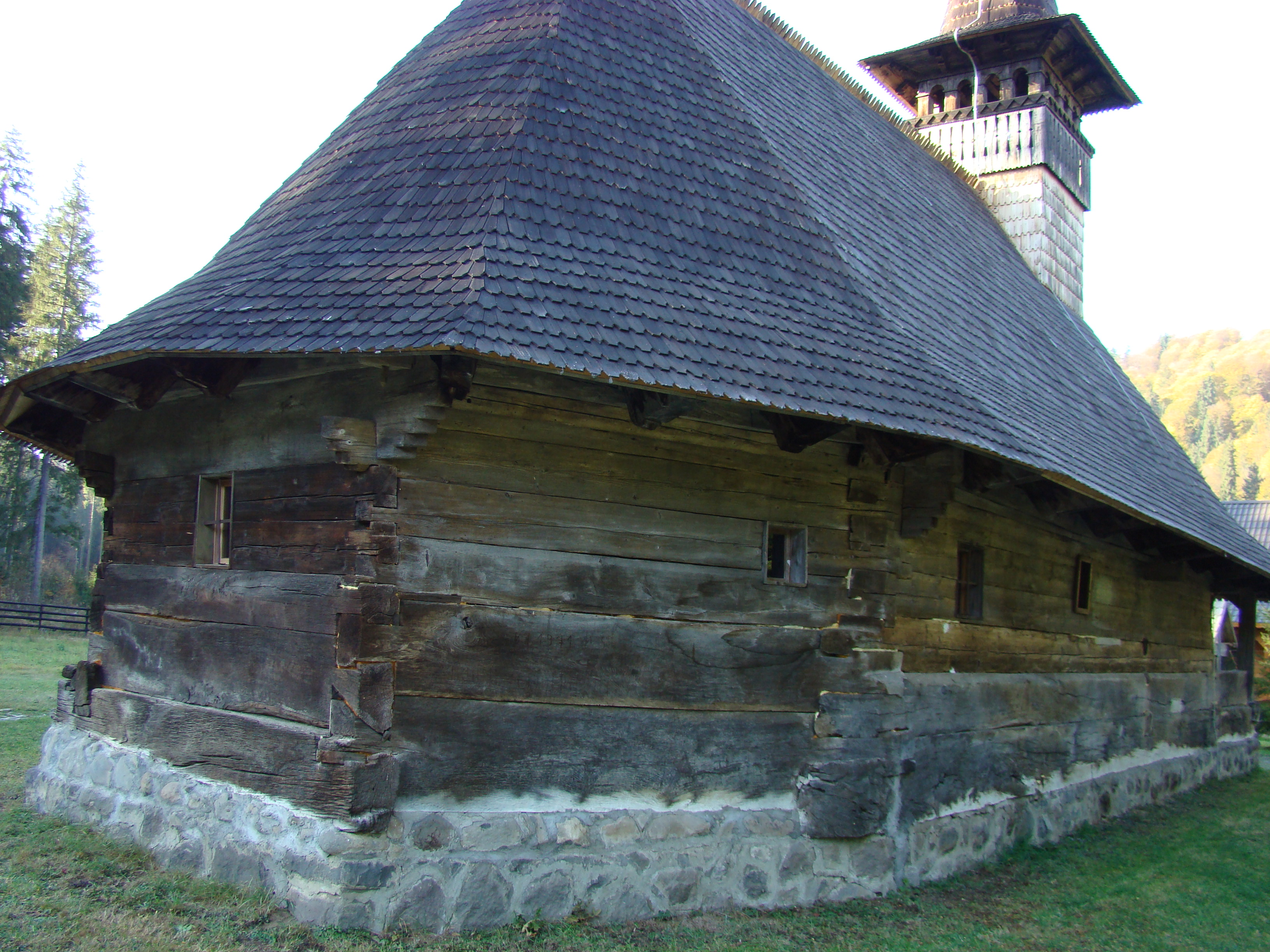
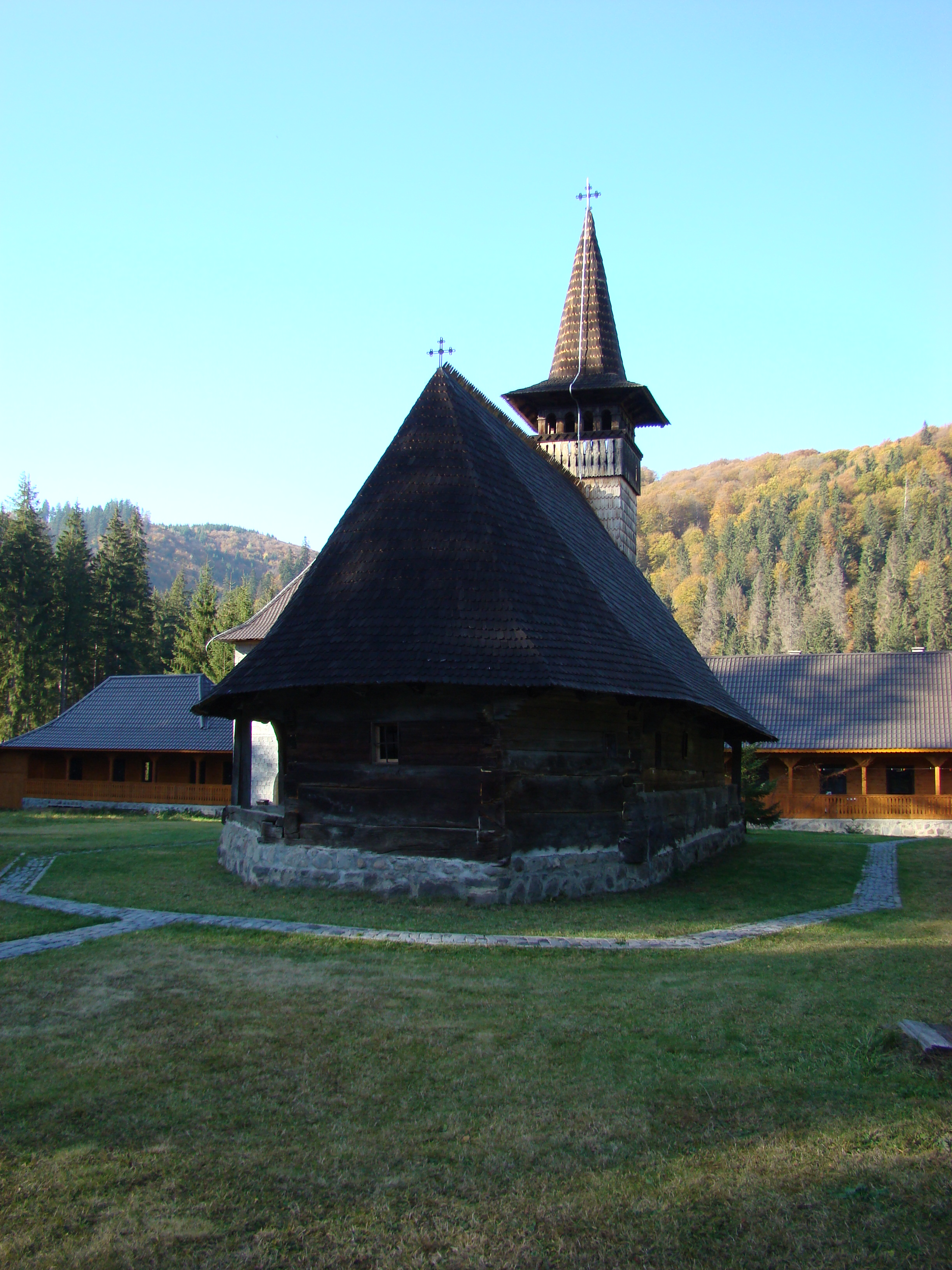
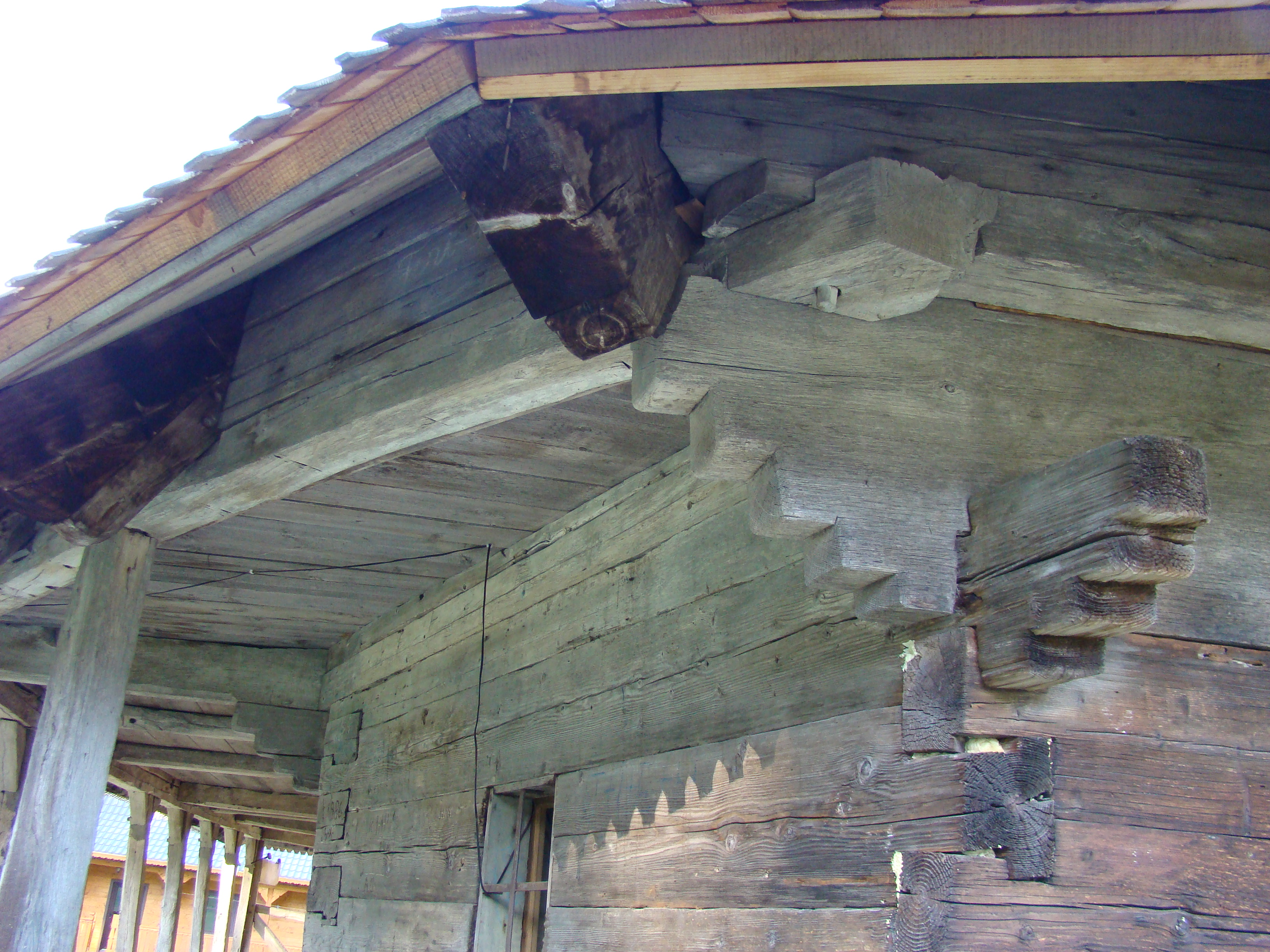
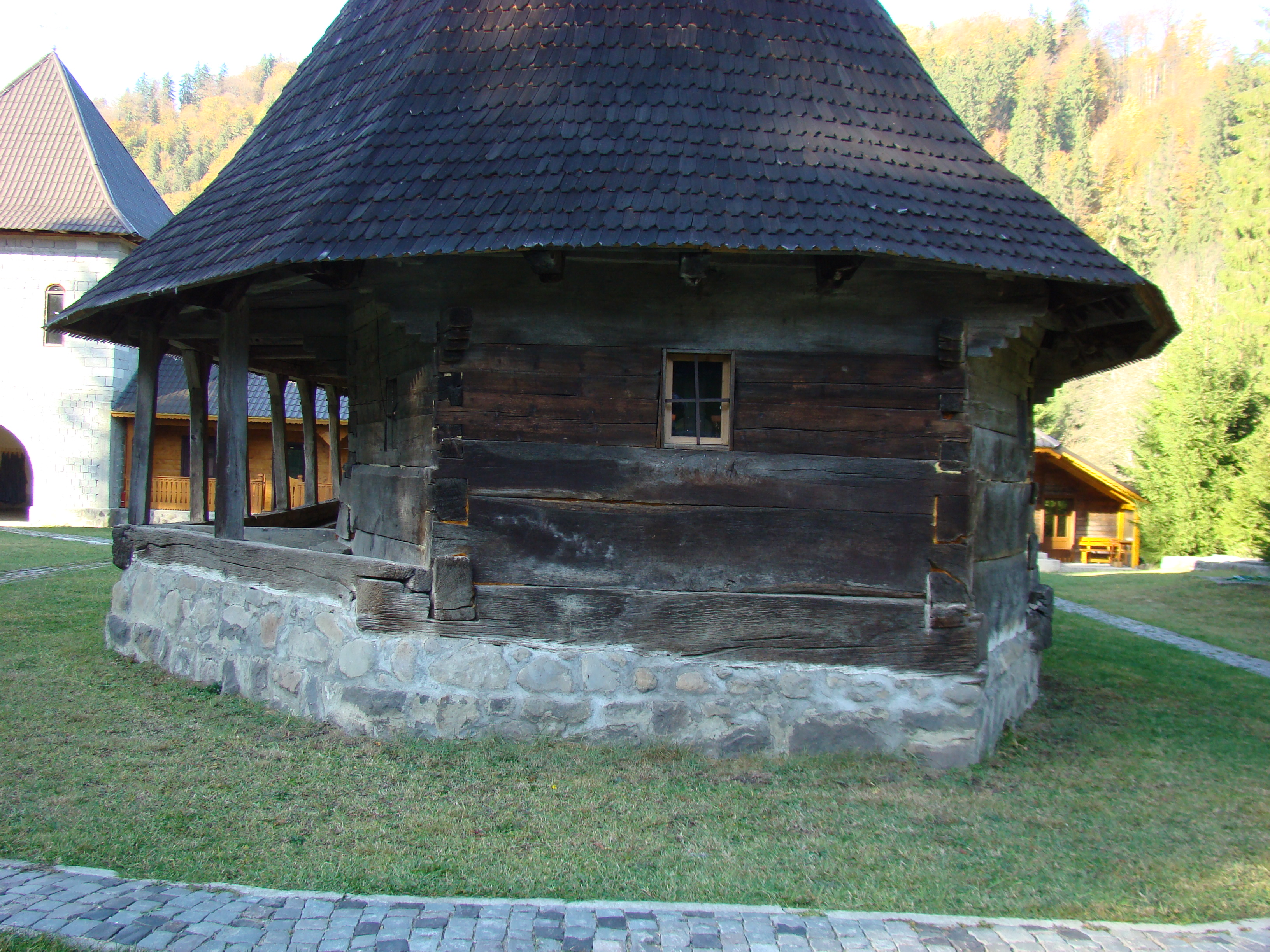
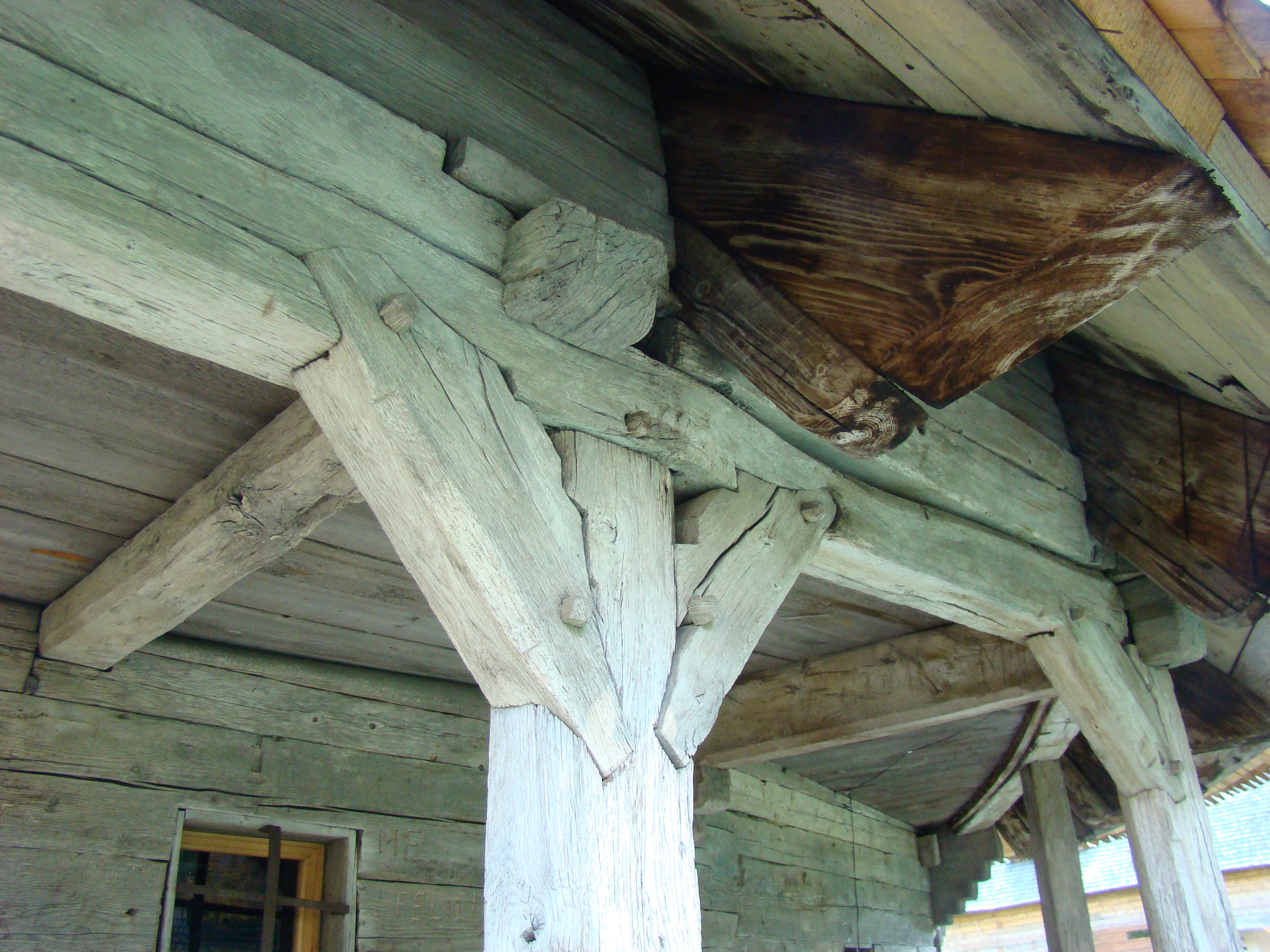
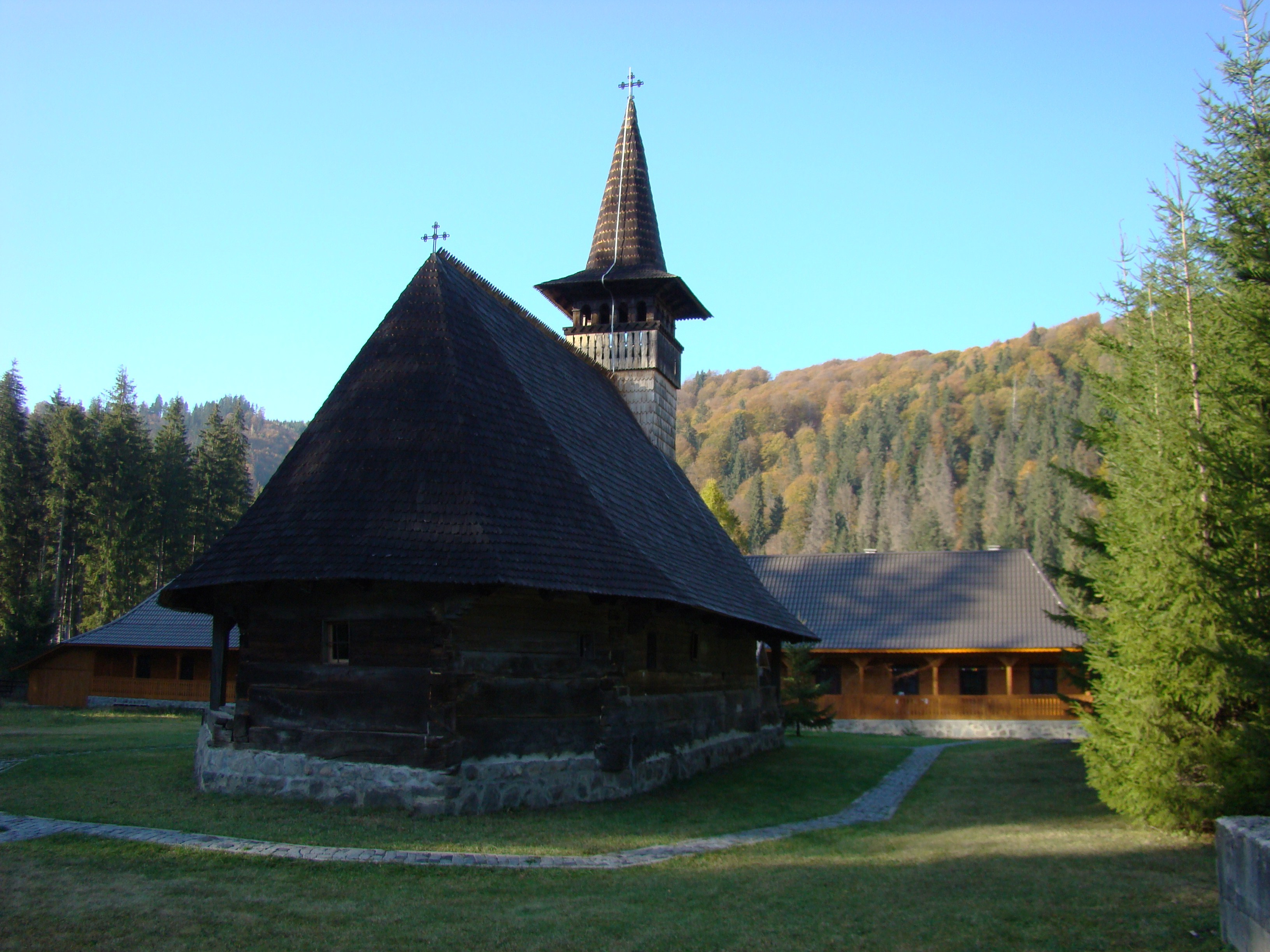
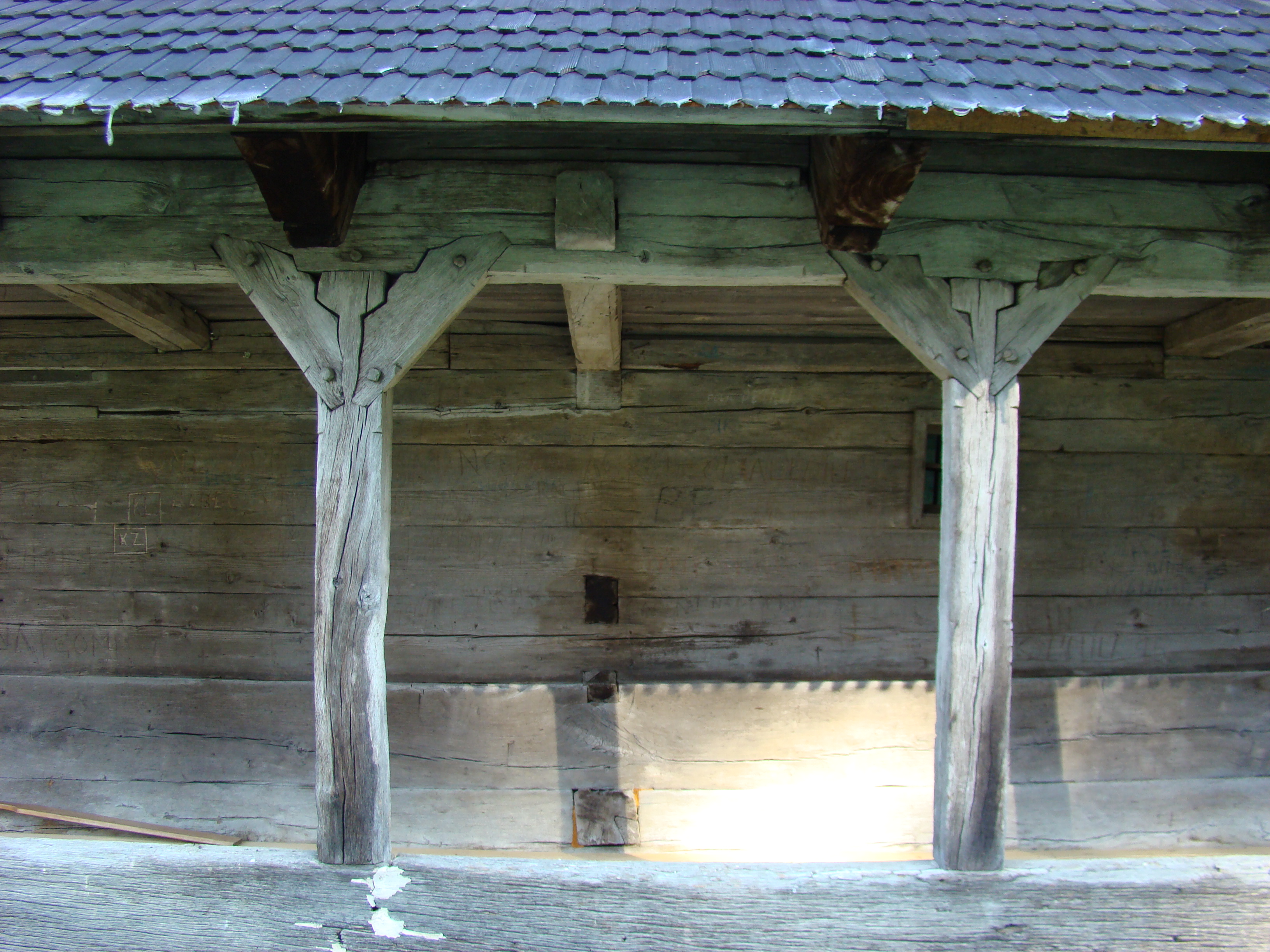
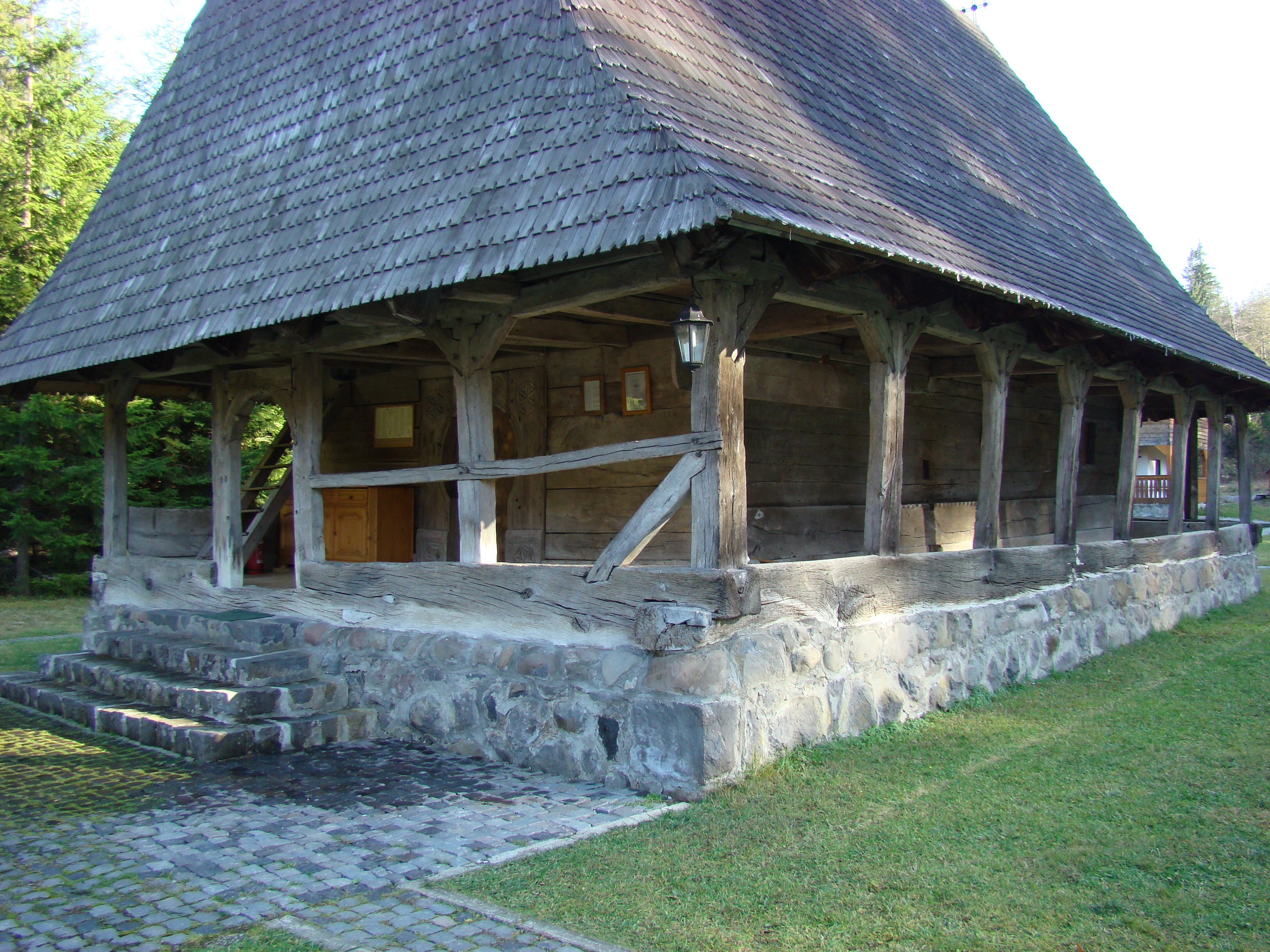
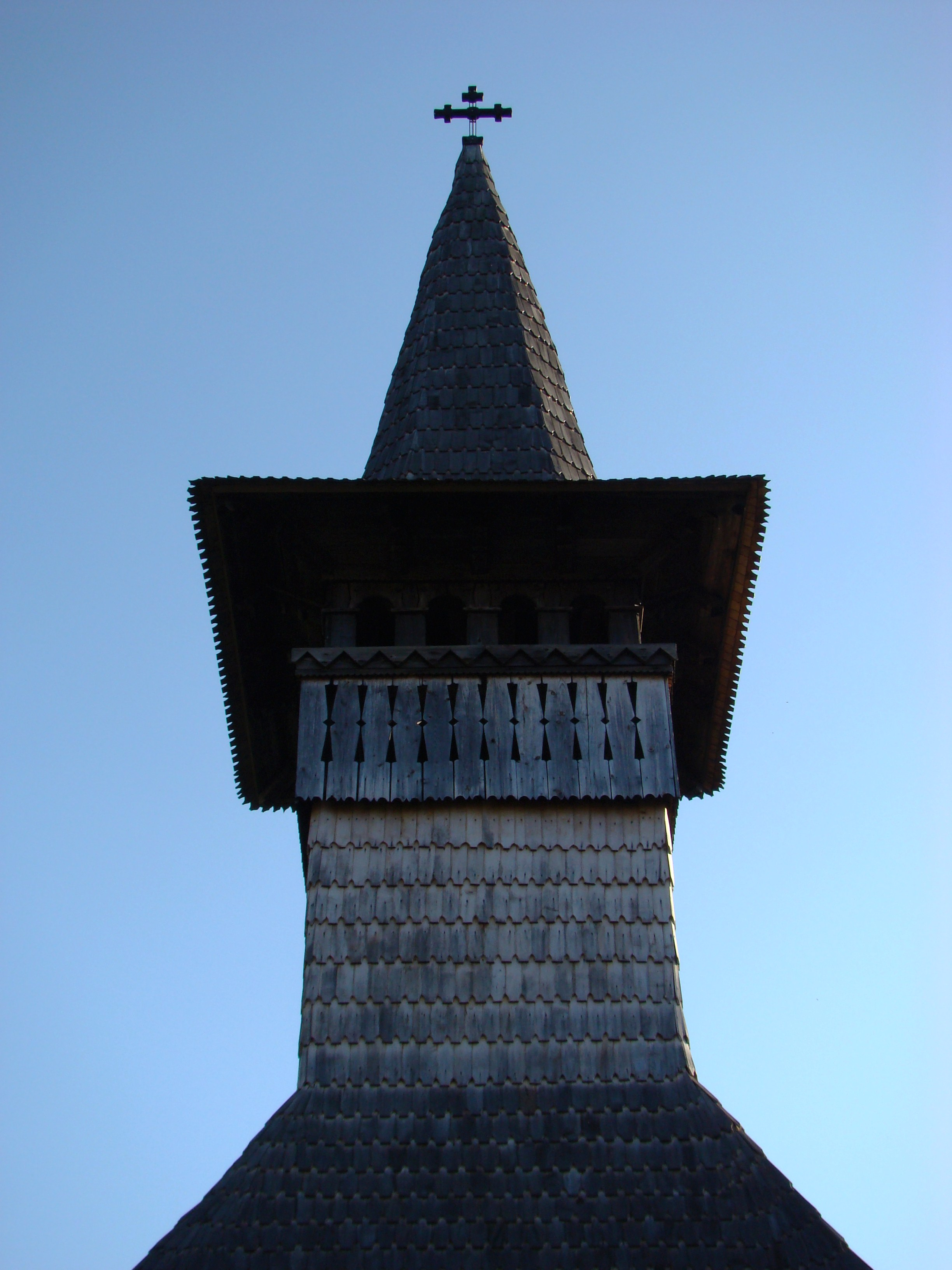
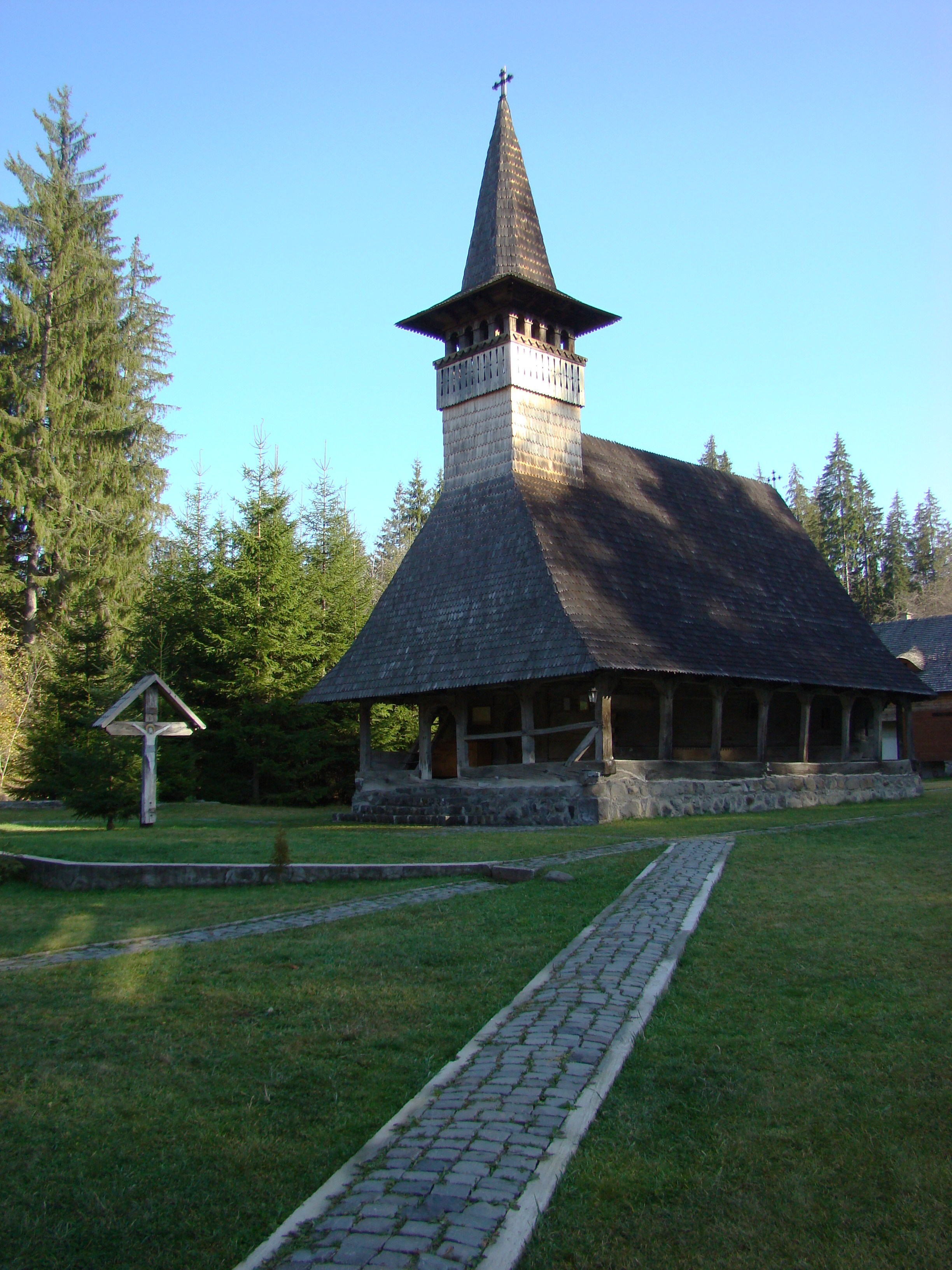
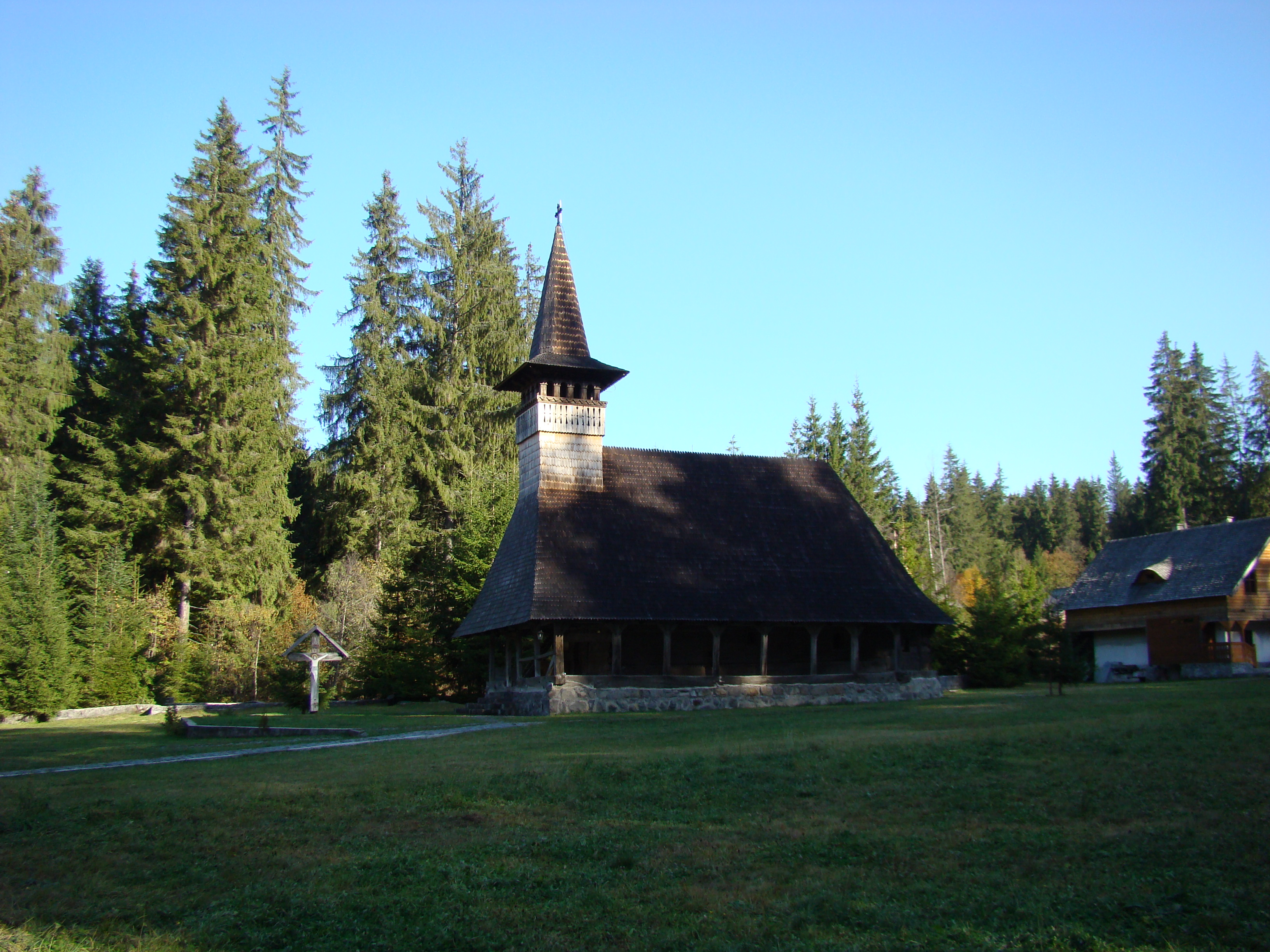
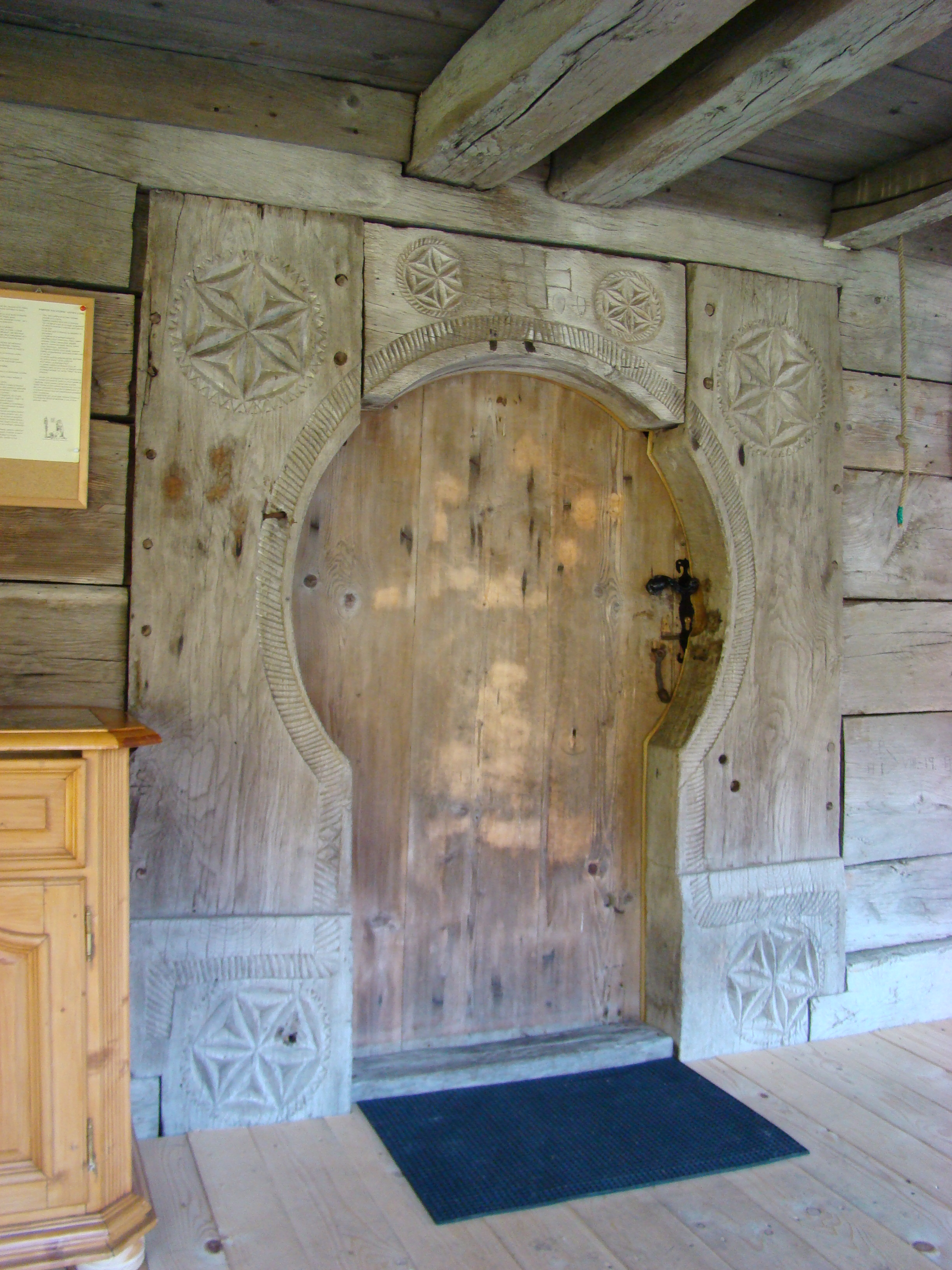
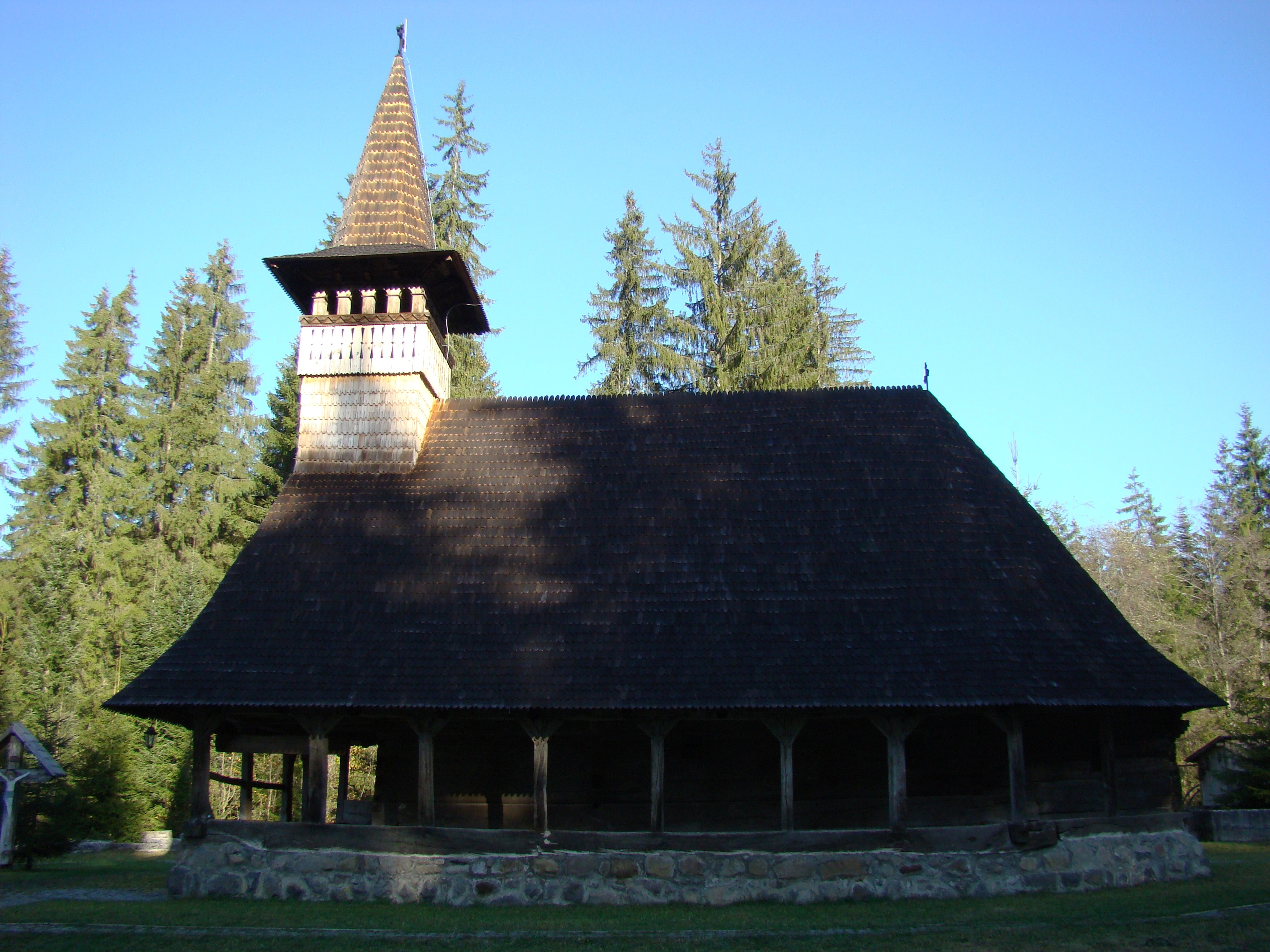
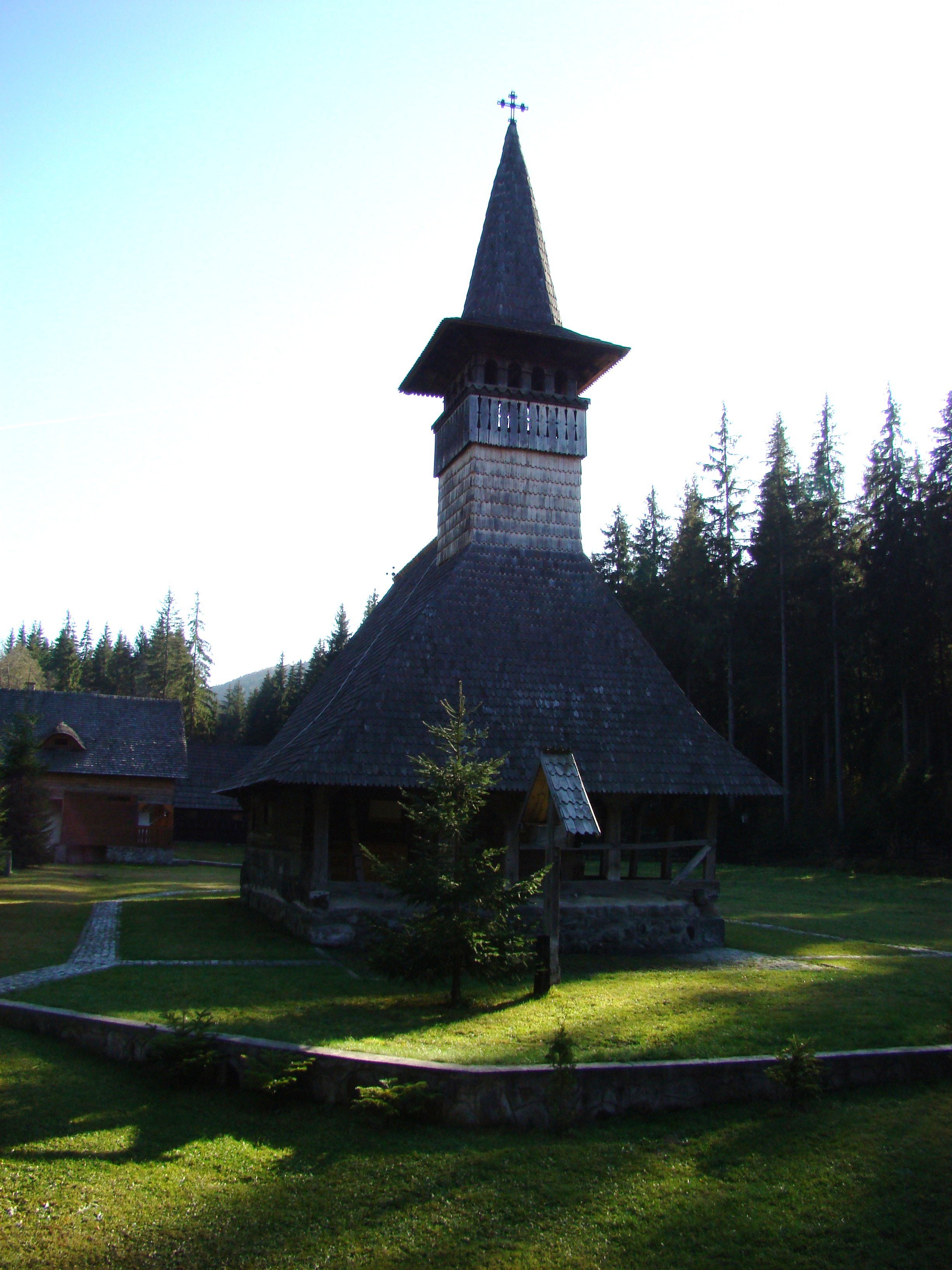